# New York
New York (uttal: [nuːˈjɔɹk] ( lyssna) på amerikansk engelska; officiellt City of New York, på engelska ofta New York City, NYC) är USA:s mest folkrika stad med 8,8 miljoner invånare enligt den senaste folkräkningen (2020) och 19,6 miljoner invånare i storstadsområdet (2010). New York är ansedd som en världsstad med ett starkt globalt inflytande inom ekonomi, massmedia, politik, utbildning, underhållning och mode. Det är världens ledande finansiella centrum och hyser även FN:s högkvarter i stadsdelen Manhattan. Invånarna kallas "New Yorkers". New Yorks mest kända smeknamn är The Big Apple och har även kallats "staden som aldrig sover".
New York är beläget i delstaten New Yorks sydligaste del vid Hudsonflodens mynning. Stadskärnan består sedan 1898 av fem stadsdelar (boroughs), som även har status som county: Manhattan (New York County), Brooklyn (Kings County), Queens (Queens County), Bronx (Bronx County) och Staten Island (Richmond County). Uppdelningen i boroughs är unik för New York. Staden gränsar vidare i väster till New Jersey via broar och tunnlar samt i nordväst till resten av delstaten New York. Storstadsregionen som den definieras av federala myndigheter omfattar hela den sydligaste delen av delstaten New York (södra Hudson Valley och Long Island) samt nordöstra delen av delstaten New Jersey och de nordöstra utkanterna av Pennsylvania. Hela den utvidgade storstadsregionen med angränsande delar av delstaterna New York, New Jersey och Connecticut kallas även för "Tri-State Region".
Bland New Yorks mest kända områden och landmärken kan nämnas Frihetsgudinnan, Wall Street samt Broadways teaterdistrikt med Times Square på Manhattan. Frihetsgudinnan är en av de mest kända statyerna i världen och är belägen strax söder om Manhattan på ön Liberty Island. Times Square är centrum för teaterdistriktet Broadway och Manhattans centrala nöjeskvarter. Gatan Wall Street är belägen på nedre delen av Manhattan och har varit ett ledande handelskvarter sedan andra världskriget samt är även adress för börsen New York Stock Exchange. Staden har sedan lång tid varit utmärkande genom sin skyskrapearkitektur, men andra större städer har successivt vuxit ikapp byggnadsmodellen. New York har genom åren haft flera av världens högsta byggnader, bland annat 40 Wall Street (världens högsta byggnad 1930), Chrysler Building (världens högsta byggnad 1930–1931), Empire State Building (världens högsta byggnad 1931–1972) och World Trade Center (syftande på Twin Towers; världens högsta byggnad 1972–1973). De senare förstördes i 11 september-attackerna 2001.
New York är en mångkulturell stad där i princip alla världens folkgrupper finns representerade. Ungefär en tredjedel av invånarna är födda utanför USA. Staden besöks årligen av mer än 40 miljoner (49 miljoner 2007) inhemska och utländska turister, vilket gör den till ett av världens mest populära turistmål.[källa behövs]

## Historia

### Tiden före 1625
Området som i dag är New York har varit bebott i över 11 000 år. Flera olika indianstammar har samsats på ytorna i nordöstra USA. De tidiga invånarna i New York kallade sig för Lenapes, som betyder "områdets folk". De talade ett språk kallat munsee som talades av en mängd olika stammar i området kring nuvarande New York ner till Delaware. Efter målningar gjorda av tidiga europeiska kolonisatörer vet vi att många var jägare och samlare med ett avancerat socialt samhälle. Tidiga namn på Manhattan var "Manahatouh" och "Menatay". Gamla spår av Lenapefolket är i dag exempelvis vägen Broadway, som följer en gammal vandringsled.
1524 hittade upptäcktsresanden Giovanni da Verrazano kusten vid Hudsonflodens mynning och engelsmannen Henry Hudson, som namngivit Hudsonfloden, kom hit 1609. 1615 uppfördes ett handelsfaktori på Manhattans sydspets. 1623 bildades kolonin Nya Nederländerna i nuvarande östra USA och 1624 anlände 30 protestantiska vallonfamiljer dit, av vilka åtta stannade på Manhattan medan de övriga fortsatte till Fort Orange, dagens Albany. Under åren därpå anlände allt fler kolonister. De var pälsjägare och skulle komma att förändra mycket de kommande åren.

### Från koloni till självständighet, 1625–1789

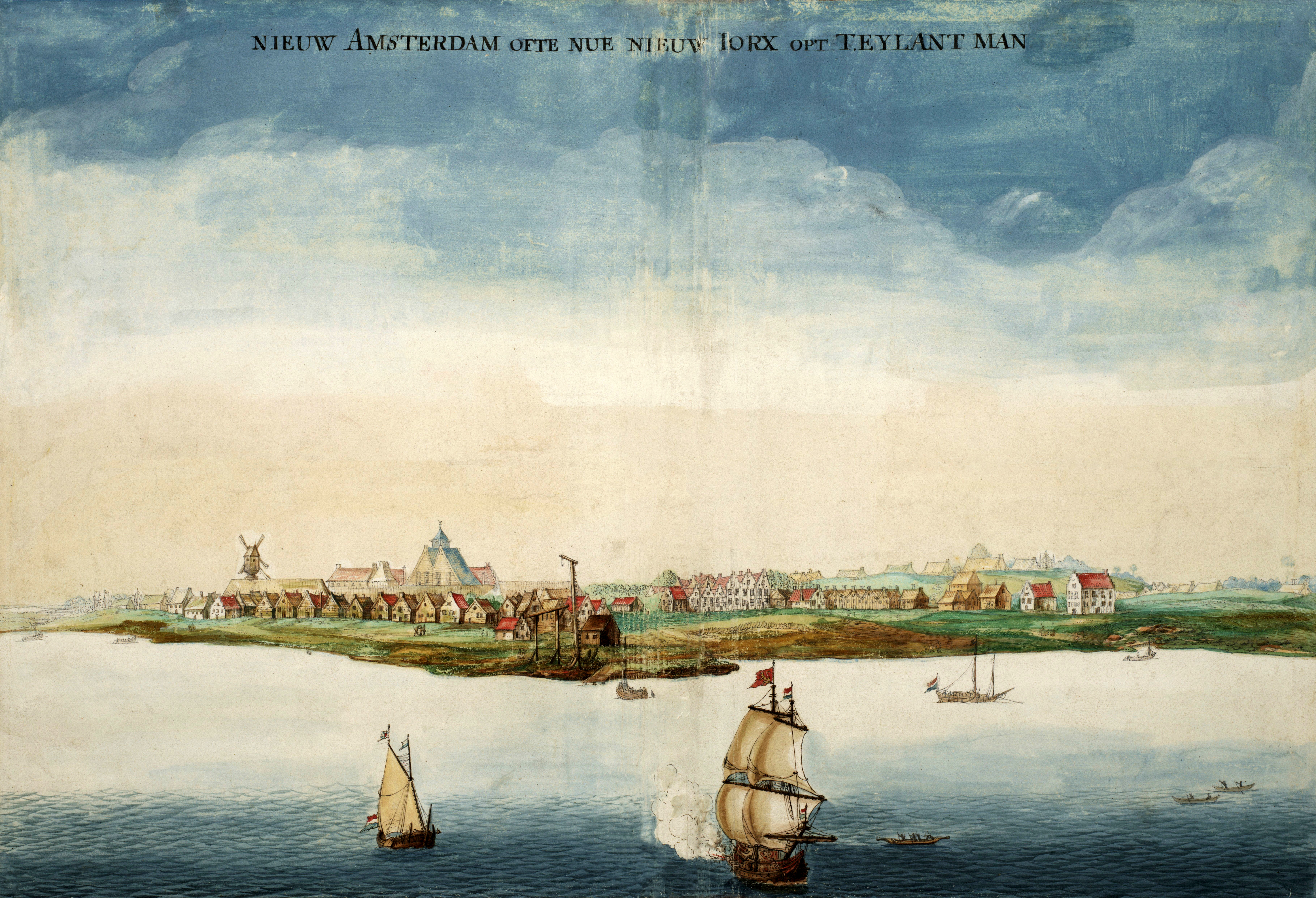
Nieuw Amsterdam 1664.

1626 fick kolonin formell status med ett råd och en guvernör, Peter Minuit, som anlände samma år. Manhattan köptes från indianerna för några tygstycken, glaspärlor, brännvin och andra föremål (värdet har ansetts motsvara 60 gulden eller 24 dollar). Ett fort byggdes på Manhattans sydspets, denna koloni fick namnet Nieuw Amsterdam och gjordes till säte för kolonistyrelsen i Nya Nederländerna. Minuit tvingades 1632 att avgå och gick efter att förgäves ha försökt att återfå sin post i svensk tjänst och var med om att grunda Nya Sverige. Under Peter Stuyvesants guvernörstid fick Nieuw Amsterdam stadsrättigheter som befästes med en vall längs nuvarande Wall Streets sträckning.
1664 tog England över staden efter svagt motstånd från holländarna. Det nya namnet på kolonin blev New York efter Jakob II, då betitlad Hertig av York, som var med och betalade övertagandet. Under de följande åren växte New York långsamt, men var ännu vid mitten av 1700-talet betydligt mindre än städer som Boston och Philadelphia. Vid mitten av 1700-talet blev New York centrum för oppositionen mot det brittiska styret. 1776–1783 hölls staden besatt av britterna under nordamerikanska frihetskriget.
Mellan åren 1785 och 1790 var New York huvudstad i USA. En stadsmur som sträckte sig över ön gick vid nuvarande Wall Street, varifrån gatan fått sitt namn. Vid denna tid hade staden cirka 30 000 invånare och var därmed den största i Nordamerika. Denna siffra dubblerades sedan ungefär vart tionde år.

### Industrialisering och expansion, 1789–1918

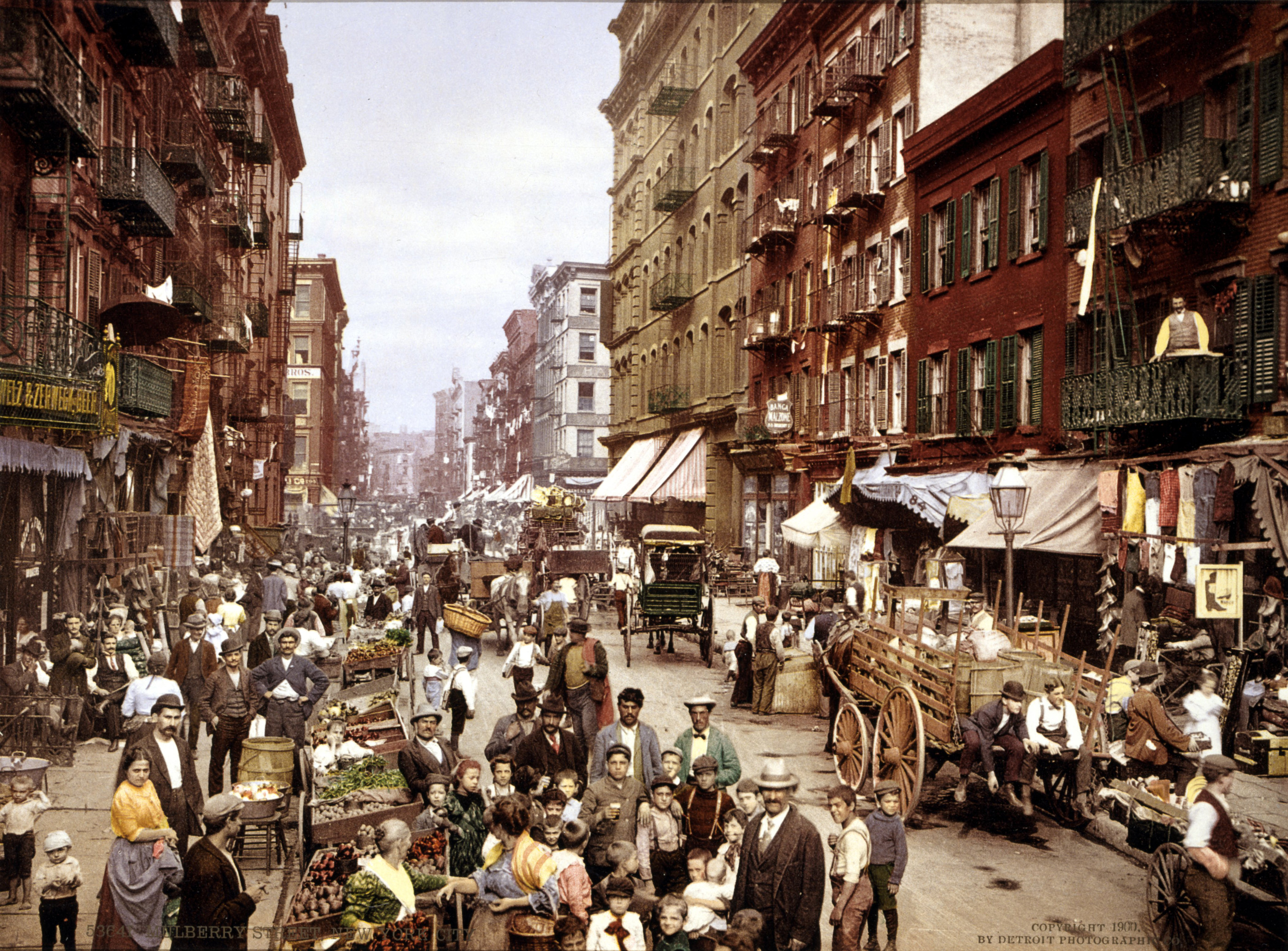
Mulberry Street i New York 1900.

På kvällen den 16 december 1835 utbröt en storbrand som pågick i 16 timmar och ödelade 674 byggnader i flera kvarter på södra Manhattan, bland annat börsen på Wall Street. Brandbekämpningen försvårades av den stränga kylan; vattnet frös i brandsprutorna. 1870 hade staden redan en miljon invånare. För många invandrare blev New York den första bilden av USA, Ellis Island var nämligen under lång tid huvudhamnen för immigranter. Dagens stad bildades 1898 då New York, Brooklyn, Queens, Bronx och Staten Island slogs ihop under namnet City of New York.

### Mellankrigsåren, 1918–1945
1918 tog första världskriget slut och New York gick in i det som i dag kallas för det "glada 1920-talet". 1920-talet var en tid av god ekonomisk tillväxt för New York, framförallt innebar början av 1900-talet att USA upplevde en andra immigrantvåg. 1927 öppnades den då mycket moderna Holland Tunnel mellan Manhattan och New Jersey. Den 24 oktober 1929 tog dock historien en ny vändning när den stora Wall Street-kraschen ägde rum. Börskraschen var utlösningen av den stora depressionen. Under depressionen genomfördes stora välfärdsprogram under president Franklin Roosevelt. Även staden New York påverkades av detta, även om landsbygden drabbades hårdare. 1933 började Fiorello La Guardia som borgmästare. 1939 öppnades LaGuardia Airport i Queens; det var New Yorks första riktiga flygplats. Redan 1942 påbörjades dock bygget av en ännu större flygplats ute vid Idlewild, den heter i dag John F. Kennedy International Airport. Många intressanta byggnader färdigställdes under 1930-talet, till exempel Empire State Building och Rockefeller Center.

### New York blir världsmetropol, 1945 – 11 september 2001

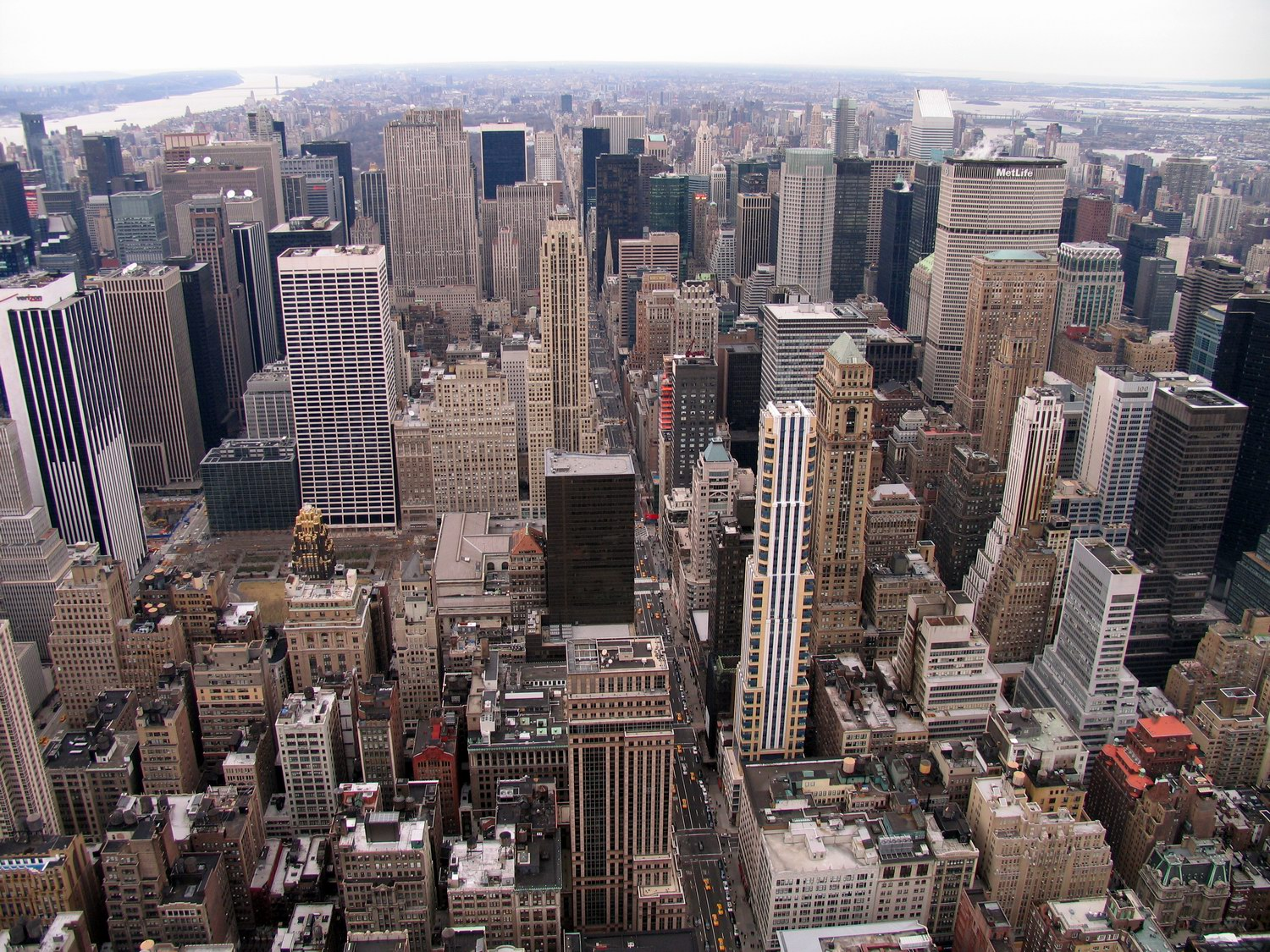
Midtown Manhattan från Empire State Building.

1945, när andra världskriget var slut, stod New Yorks industrier redo att öka sin produktion och nyanställa. Den 9 januari 1951 öppnades Förenta nationernas (FN) nya huvudsäte på Manhattan. FN:s högkvarter har utsikt över East River. Men trots att New Yorks ekonomi gick bra så flyttade en stor del av den tidigare medelklassbefolkningen bort från centrala New York till exempelvis områden i Queens. Villaförorterna i närbelägna delstater och samhällen som New Jersey och Long Island ökade kraftigt. Efterkrigsekonomin i USA byggde till stor del på förortsplanering med småhus. Hela USA gick även in i en ny immigrationsera med striktare regler, vilket ledde till att Ellis Island stängdes 1954. I takt med att brottsligheten ökade i New York minskade också den traditionella ekonomin. Under 1960-talet började New Yorks ekonomi förändras rejält. Traditionell tillverkningsindustri minskade samtidigt som tjänstesektorn ökade, de stora företagen började koncentreras till affärsdistrikten på nedre Manhattan. New York höll på att bli en världsstad, eller "global stad" som det kallas i dag, i klass med London och Paris. Trots att industrin gick dåligt och arbetslösheten var hög ökade New Yorks finansiella och kulturella betydelse i världen. 1964 hölls världsutställningen i Queens och samma år drabbades Harlem av kravaller. Polariseringen bland invånarna ökade gradvis under 1960-talet.
1973 byggdes World Trade Center på Manhattan och 1975 behövde staden ansöka om lån från amerikanska staten för att inte gå i konkurs. Under sommaren 1977 bröt stora kravaller ut, vilket förde med sig en utbredd plundring. Under 1980-talet ökade New Yorks befolkning igen och påbörjade den så kallade "yuppieeran" med kraftigt ökande fastighetspriser som resultat. Arbetsfördelningen fortsatte att ändras; under 1977–1985 minskade andelen anställda inom byggnadsindustrin i New York med 30 procent, inom tillverkningsindustrin med 22 procent och inom transportsektorn med 20 procent. Nya unga affärsmän flyttade under 1980-talet in i gamla hus i områden som Chelsea och Greenwich Village. Längre upp på Manhattan byggde finansmogulen Donald Trump sitt Trump Tower. New York hade på 40 år förändrats från en stor och viktig amerikansk stad till ett influerande finansiellt, kulturellt och i viss mån politiskt centrum i världen.
1990 tillträdde David Dinkins som den förste afroamerikanske borgmästaren i New York någonsin. Han efterträdde den hårt ansatte Ed Koch, som redan 1986 anklagats för mutbrott. New Yorks brottslighet var ganska hög (med amerikanska mått mätt) men minskade kraftigt under 1990-talet efter att den republikanske kandidaten Rudolph Giuliani vunnit valet 1994. Han hade gått till val på att bekämpa brottsligheten, som varit konstant hög sedan 1960-talet, genom att uppmana polisen till nolltolerans mot all kriminalitet. Under 1990-talet moderniserades och renoverades många områden på Manhattan, exempelvis Times Square, men områden utanför Manhattan har på senare tid också fått nytt liv eftersom allt färre har råd att bo på Manhattan i dag.

### Efter 11 september 2001

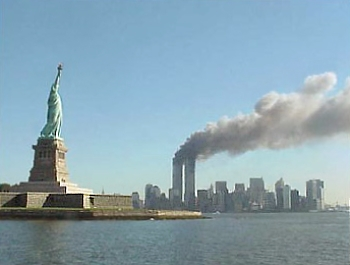
Terrorattacken mot World Trade Center den 11 september 2001.

Den 11 september 2001 drabbades New York av de värsta terrorattackerna i världshistorien. 11 september-attackerna mot World Trade Center på nedre Manhattan skakade hela USA och gav upphov till en ny säkerhetspolitisk era i den amerikanska historien, den så kallade Bushdoktrinen sattes i system. Den innebär i praktiken att USA anser sig ha rätt att anfalla andra stater i preventivt syfte. Efter händelserna den 11 september påbörjades en upprensning och återvinnande av tvillingtornen och övriga förstörda eller skadade byggnader, vilket tog åtta månader. I slutet av 2001 inleddes en återuppbyggnadsprocess av World Trade Center, där en situationsplan togs fram. Projektet kantades först av stora problem angående arkitekturen och hur en minnesplats skulle utformas, vilket följdes av en utdragen strid om fördelningen av hyreskontrakt och byggnader mellan de inblandande parterna. Det fanns även röster som menade att marken där tornen föll var helig och därför inte skulle bebyggas. 2006 kom de inblandade parterna överens och bygget av ett nytt World Trade Center började. Detta innehåller fyra nya skyskrapor, varav One World Trade Center som är 541 meter och USA:s högsta byggnad, samt ett minnesmärke och museum. 2001, efter terrorattackerna, efterträddes Rudolph Giuliani som borgmästare av den tidigare demokraten Michael Bloomberg, som ställde upp för Republikanska partiet.

## Geografi

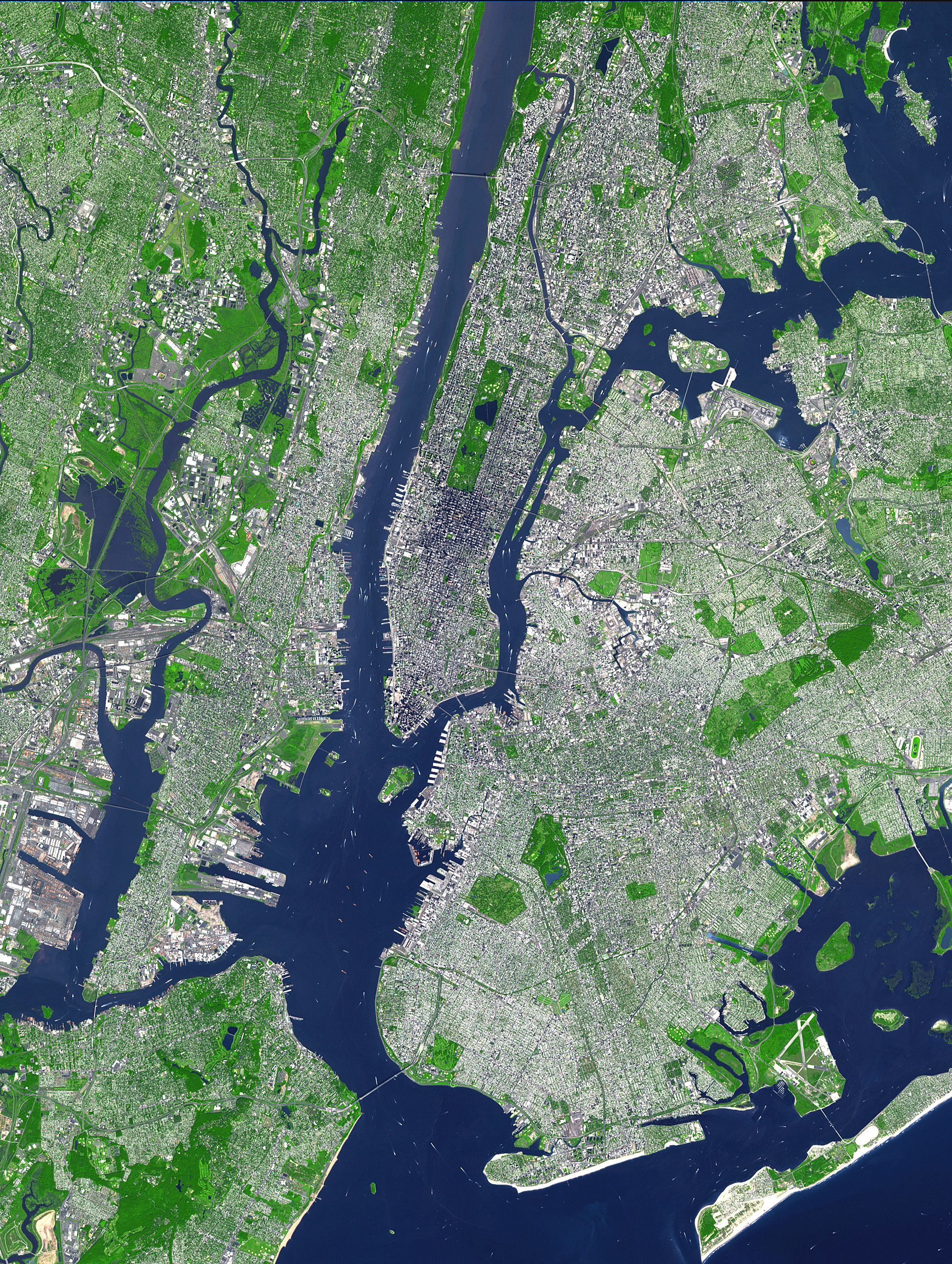
Satellitbild av New York.

New York är beläget i nordöstra USA vid Hudsonflodens utlopp, i sydöstra delen av delstaten New York. Stadens geografi kännetecknas av sin kustposition, där Hudsonfloden möter Atlanten i en naturlig skyddad hamn. Den här platsen hjälpte staden att växa betydligt som handelsstad. Mycket av New York är uppbyggt på de tre öarna Manhattan, Staten Island och västra Long Island, vilket gör marken otillräcklig och ger en hög befolkningstäthet. Hudsonfloden strömmar genom Hudson Valley in till New York-bukten och blir en tidvattensestuarium som separerar staden från New Jersey. East River, ett tidvattensund, strömmar från Long Island Sound och separerar Bronx och Manhattan från Long Island. Harlem River är ett annat tidvattensund mellan East River och Hudsonfloden som separerar Manhattan och Bronx.
Stadens mark har förändrats avsevärt genom mänskligt inskridande med påtagliga markreformeringar längs sjösidorna sedan den holländska kolonialtiden. De är mest noterbara på Lower Manhattan med moderna bostadsområden som Battery Park City. Mycket av de naturliga variationerna av topografin har jämnats ut, speciellt på Manhattan. New Yorks landyta uppgår till 783,66 km² (2013). Den högsta punkten är Todt Hill på Staten Island som når 125 meter över havet. Todt Hill är östkustens högsta punkt söder om Maine. Toppen av bergsryggen är till stor del täckt av skogsmark som en del av Staten Island Greenbelt.

### Stadsdelar

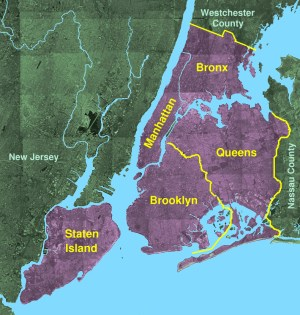
New Yorks fem boroughs (stadsdelar).

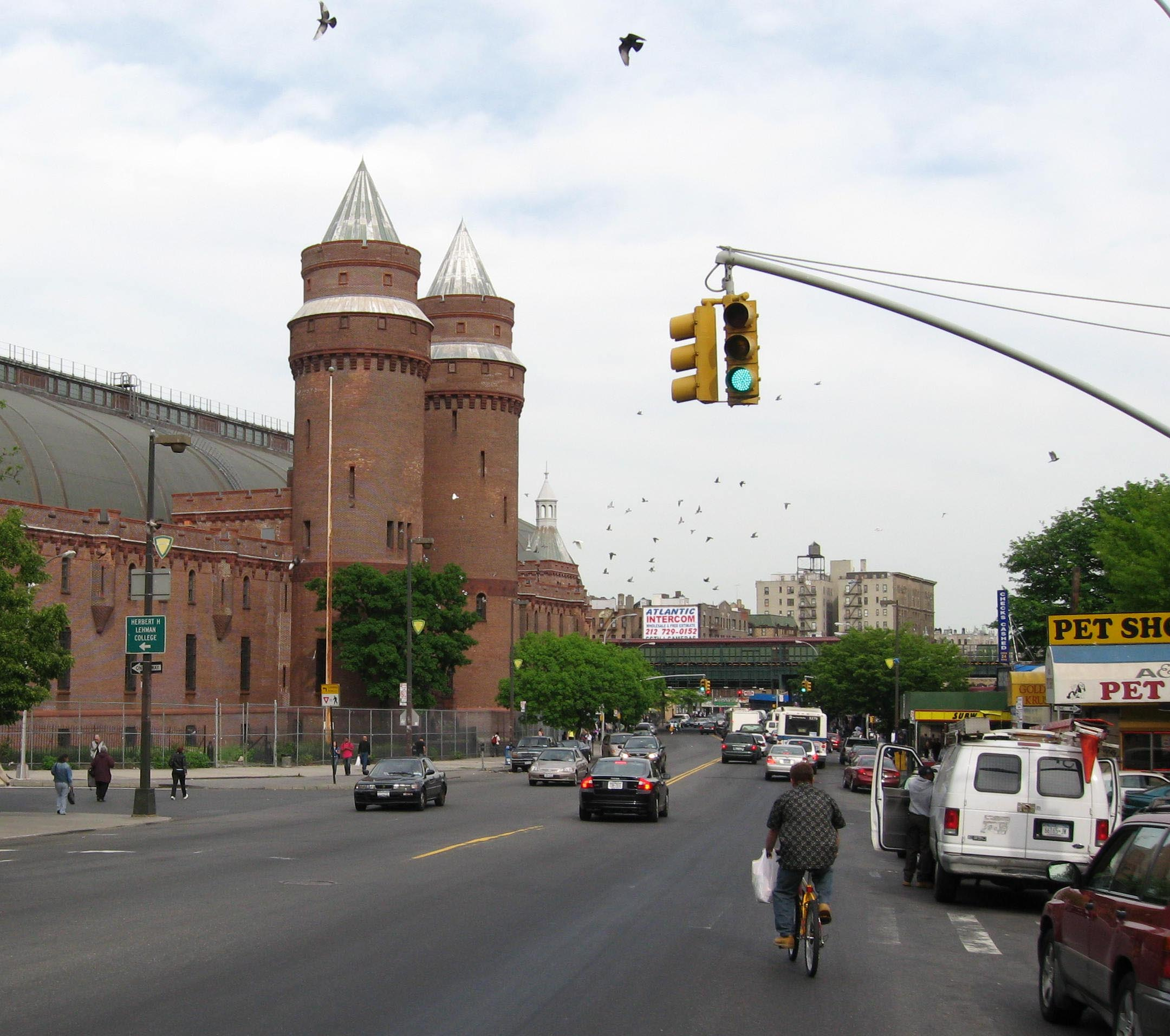
Gata i Bronx.

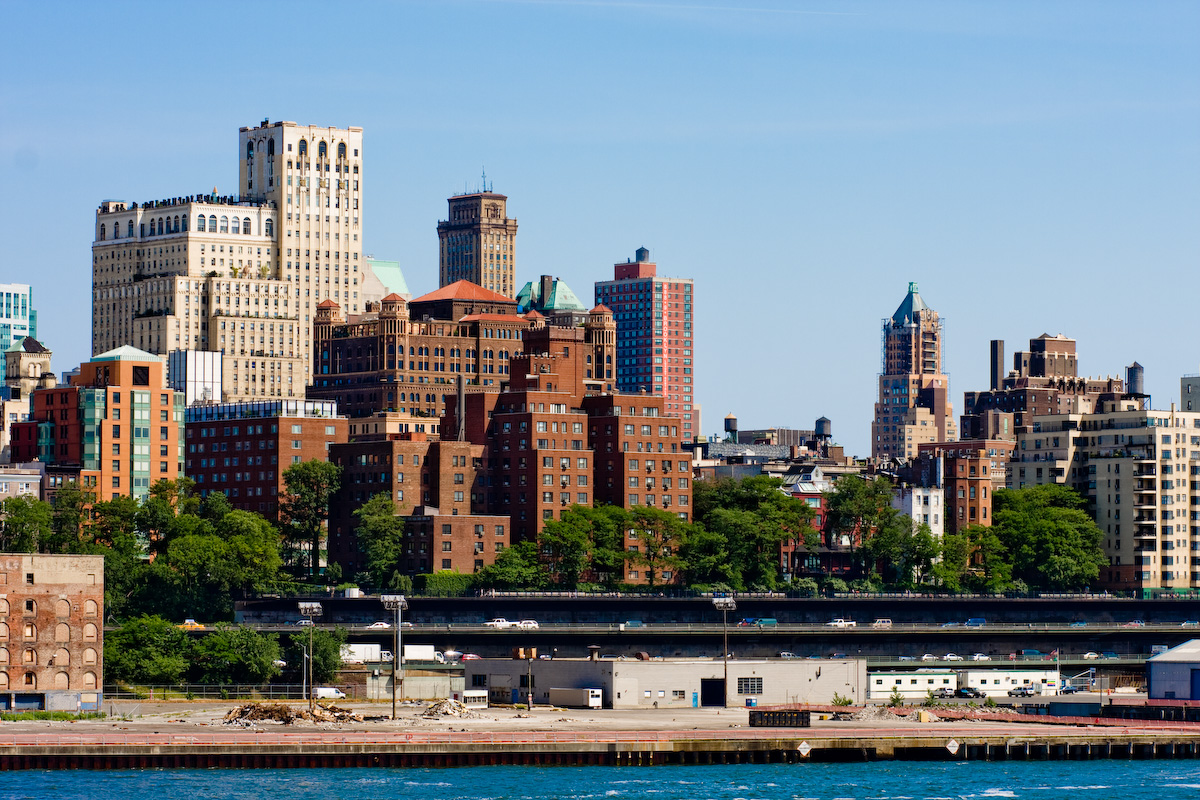
Brooklyn.

New York består av fem boroughs (stadsdelar), en unik form av styre som används för att administrera de fem konstituerade countyn som utgör staden. Stadsdelarna i sig består av flera hundra distrikt, många med en egen alldeles särskild historia och karaktär. Om varje borough var en egen stad så skulle fyra av dem (Brooklyn, Queens, Manhattan och Bronx) vara bland de tio mest folkrika städerna i USA.
- Bronx (1 385 108 invånare [2010][6]) är New Yorks nordligaste stadsdel. Bronx är rappens och hiphopkulturens födelseort,[15] platsen för Yankee Stadium och hem för de största kooperativt ägda huskomplexen i USA, Co-op City.[16] Med undantag för en del av Manhattan som är känd som Marble Hill är Bronx den enda sektionen av staden som är en del av USA:s fastland. Stadsdelen är uppkallad efter svensken Jonas Jonson Brunk, som enligt traditionen var den förste att slå sig ned på platsen 1639.

- Brooklyn (2 504 700 invånare [2010][6]) är stadens mest folkrika stadsdel och var en självständig stad fram till 1898. Brooklyn är känt för sin kulturella mångfald, utpräglat grannskap och sitt unika arkitektoniska kulturarv. I Brooklyn finns flera universitet och andra utbildningsinstitutioner, botanisk trädgård med mera. I söder ligger det kända badorts- och nöjesområdet Coney Island.

- Manhattan (1 585 873 invånare [2010][6]) är den mest tätbefolkade stadsdelen och präglas arkitekturellt av den stadssilhuett med skyskrapor som är en välkänd symbol för metropolen. Manhattan är även New Yorks finansiella centrum med stora affärsdistrikt men också många kulturella attraktioner. Manhattan är löst indelat i downtown, midtown och uptown (se även Harlem).

- Queens (2 230 722 invånare [2010][6]) är geografiskt sett den största stadsdelen och etniskt sett det mest diversifierade countyt i USA.[17] Historiskt sett består Queens av flera småorter och samhällen som grundades av holländarna. I dag består Queens mestadels av medelklassbostäder. Det är det enda stora countyt i USA där afroamerikanernas inkomst på runt 52 000 dollar per år är större än euroamerikanernas.[18] Queens är platsen för Citi Field och platsen där US Open i tennis årligen anordnas.

- Staten Island (468 730 invånare [2010][6]) är den mest förortsliknande stadsdelen av de fem. Staten Island är förbunden med Brooklyn genom Verrazano-Narrows Bridge och till Manhattan genom Staten Island Ferry. Fram till 2001 låg Fresh Kills Landfill här, tidigare världens största soptipp, som nu har blivit ombyggd till en av de största tätortsparkerna i USA.

### Storstadsområde med förstäder

Förstaden Newark, New Jersey sedd från Hudsonfloden.

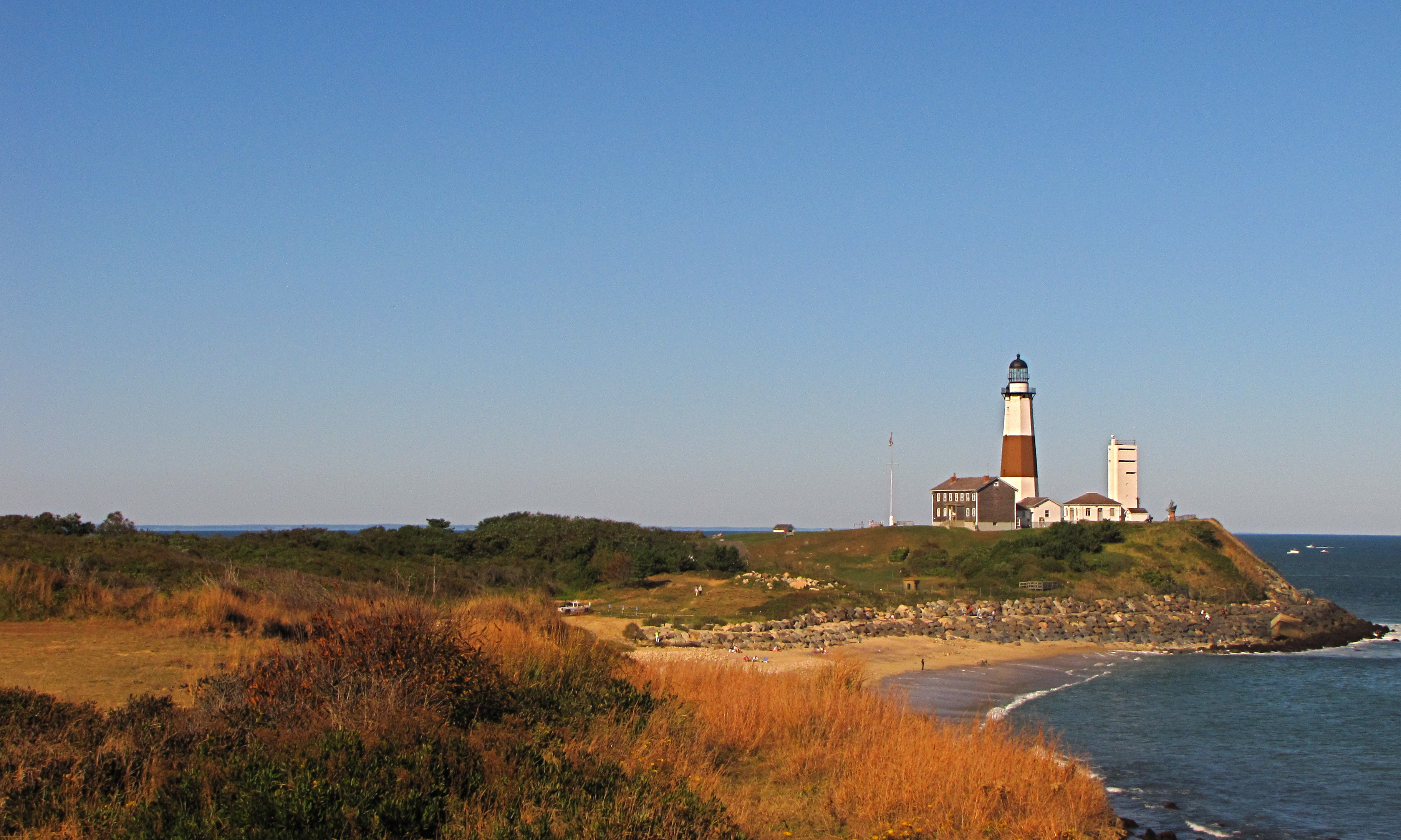
Fyrtornet i Montauk på östra Long Island.

New Yorks storstadsregion har omkring 20 miljoner invånare och omfattar ett betydligt större område än staden själv. Storstadsregionen New York-Newark-Jersey City, NY-NJ-PA Metropolitan Statistical Area, som den definieras av den federala statistikmyndigheten United States Census Bureau, täcker nordöstra New Jersey, sydligaste delen av delstaten New York (södra Hudson Valley, Westchester County och Long Island) samt mindre delar av nordöstra Pennsylvania. Efter staden New York finns ytterligare fem enskilda städer i storstadsregionen som var för sig har över 100 000 invånare: Newark, Jersey City, Paterson och Elizabeth i New Jersey; samt Yonkers i delstaten New York.
Räknas dessutom vissa angränsade regionala centra i sydvästra Connecticut, Hudson Valley och norra New Jersey (motsvarande Combined Statistical Area) tillkommer ytterligare drygt tre miljoner invånare.

### Klimat
Trots att New York befinner sig inom den subtropiska zonen så har staden ett fuktigt tempererat klimat med ofta märkbart kalla vintrar, dock också längre och hetare somrar. New Yorks klimat påverkas i stor utsträckning av landmassorna i väster samt av svala luftmassor från norr, varma och fuktiga från syd och sydväst samt av kalla och fuktiga luftmassor från nordatlanten.
På sommaren är medeltemperaturerna runt 28 °C dagtid och 20 °C nattetid. Temperaturer på 32 °C eller högre noteras i genomsnitt 18 gånger under sommarmånaderna. Under vintern är det nollgradigt, med i genomsnitt 55 dygn med temperaturer under noll, medan det på våren och hösten ofta är milt med låg luftfuktighet. Högsta uppmätta temperatur i New York är 42 °C (2011) och lägsta temperatur är -24 °C (1934).
Den årliga nederbörden är omkring 1 180 millimeter, med i genomsnitt 57 centimeter snö per vintersäsong, och nederbörden är, likt resten av delstaten, relativt jämnt fördelad över årets alla månader. Den nederbördsrikaste månaden var september 1882 då 428 millimeter uppmättes, varav 210 millimeter föll på ett dygn den 23 september. Snörikaste månaden var januari 1978 med 86 centimeter och snörikaste dagen uppmättes den 13 februari 2006 med 68 centimeter.
New York har i genomsnitt omkring 234 soliga eller mestadels soliga dagar och 132 molniga dagar, varav 96 nederbördsdagar om året.
Normala temperaturer och nederbörd i centrala Manhattan:
|                                            | Jan | Feb | Mar | Apr | Maj | Jun | Jul | Aug | Sep | Okt | Nov | Dec |
| ------------------------------------------ | --- | --- | --- | --- | --- | --- | --- | --- | --- | --- | --- | --- |
| Normaldygnets maximitemperaturs medelvärde | 4   | 6   | 10  | 17  | 22  | 27  | 30  | 29  | 24  | 18  | 13  | 7   |
| Normaldygnets minimitemperaturs medelvärde | −3  | −2  | 2   | 7   | 12  | 18  | 20  | 20  | 16  | 10  | 5   | 0   |
|                                            |     |     |     |     |     |     |     |     |     |     |     |     |
| Nederbörd                                  | 93  | 78  | 111 | 114 | 106 | 112 | 117 | 113 | 109 | 112 | 102 | 102 |

| Diagram | temperaturer i °C • månadsnederbörd i mm | temperaturer i °C • månadsnederbörd i mm | temperaturer i °C • månadsnederbörd i mm | temperaturer i °C • månadsnederbörd i mm | temperaturer i °C • månadsnederbörd i mm | temperaturer i °C • månadsnederbörd i mm | temperaturer i °C • månadsnederbörd i mm | temperaturer i °C • månadsnederbörd i mm | temperaturer i °C • månadsnederbörd i mm | temperaturer i °C • månadsnederbörd i mm | temperaturer i °C • månadsnederbörd i mm | temperaturer i °C • månadsnederbörd i mm |
|         | 93 4 -3                                  | 78 6 -2                                  | 111 10 2                                 | 114 17 7                                 | 106 22 12                                | 112 27 18                                | 117 30 20                                | 113 29 20                                | 109 24 16                                | 112 18 10                                | 102 13 5                                 | 102 7 0                                  |

Visa eller redigera grafens rådata.

## Administration

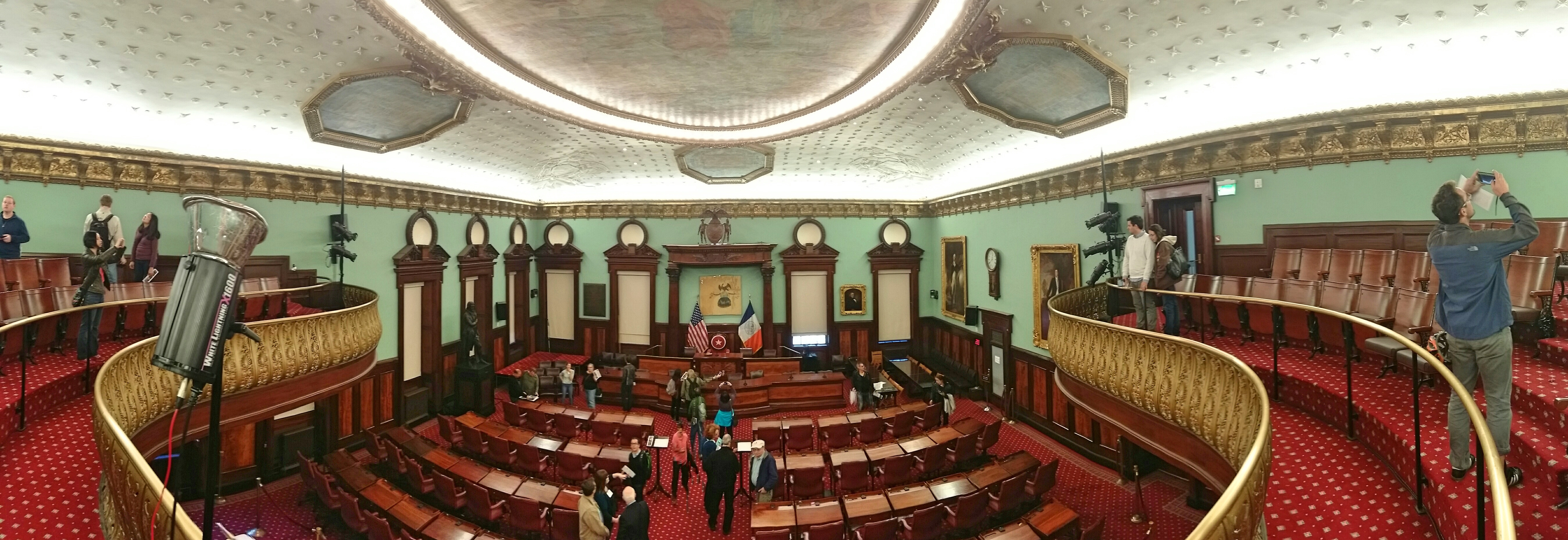
Fullmäktigesalen i New Yorks stadshus.

New Yorks borgmästare (engelska: Mayor of the City of New York) är den högsta styresmannen för stadens förvaltningsmyndigheter som inkluderar brandkåren och polisen. Borgmästaren är folkvald med fyraåriga mandatperioder. Fullmäktigeförsamlingen heter New York City Council och har 51 ledamöter från stadens fem stadsdelar (engelska: boroughs) fördelade på majoritetsval i 51 distrikt. Stadens stadgar är kodifierade i New York City Charter.
Varje stadsdel i New York utgör formellt ett eget county i delstaten New York och har därför varsin folkvald chefsåklagare (engelska: District Attorney). För Manhattan är New York Countys distriktsåklagare den lokala åklagaren.
New York är säte för den federala appellationsdomstolen United States Court of Appeals for the Second Circuit.

## Ekonomi och infrastruktur

### Näringsliv

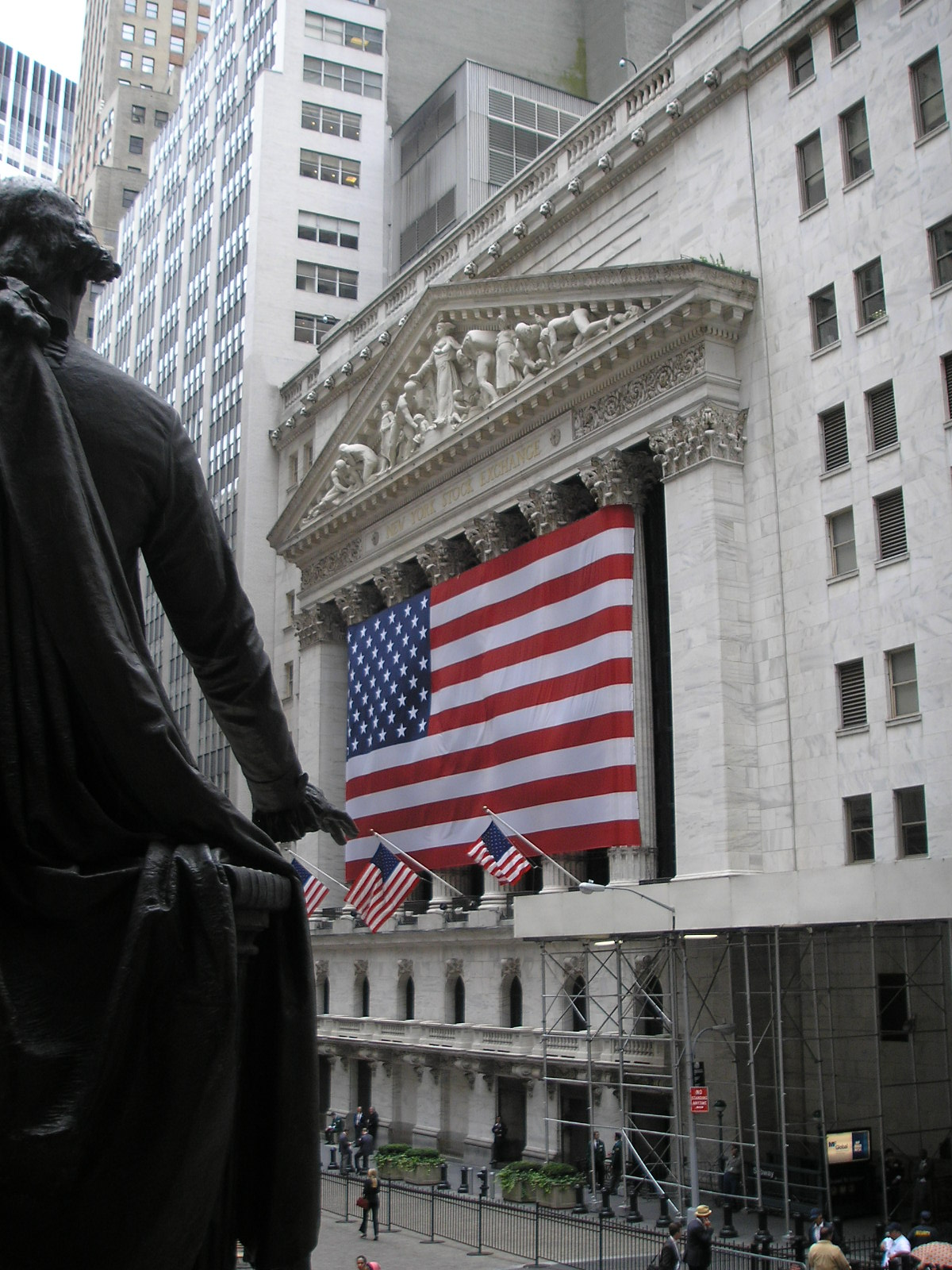
New York Stock Exchange på Wall Street.

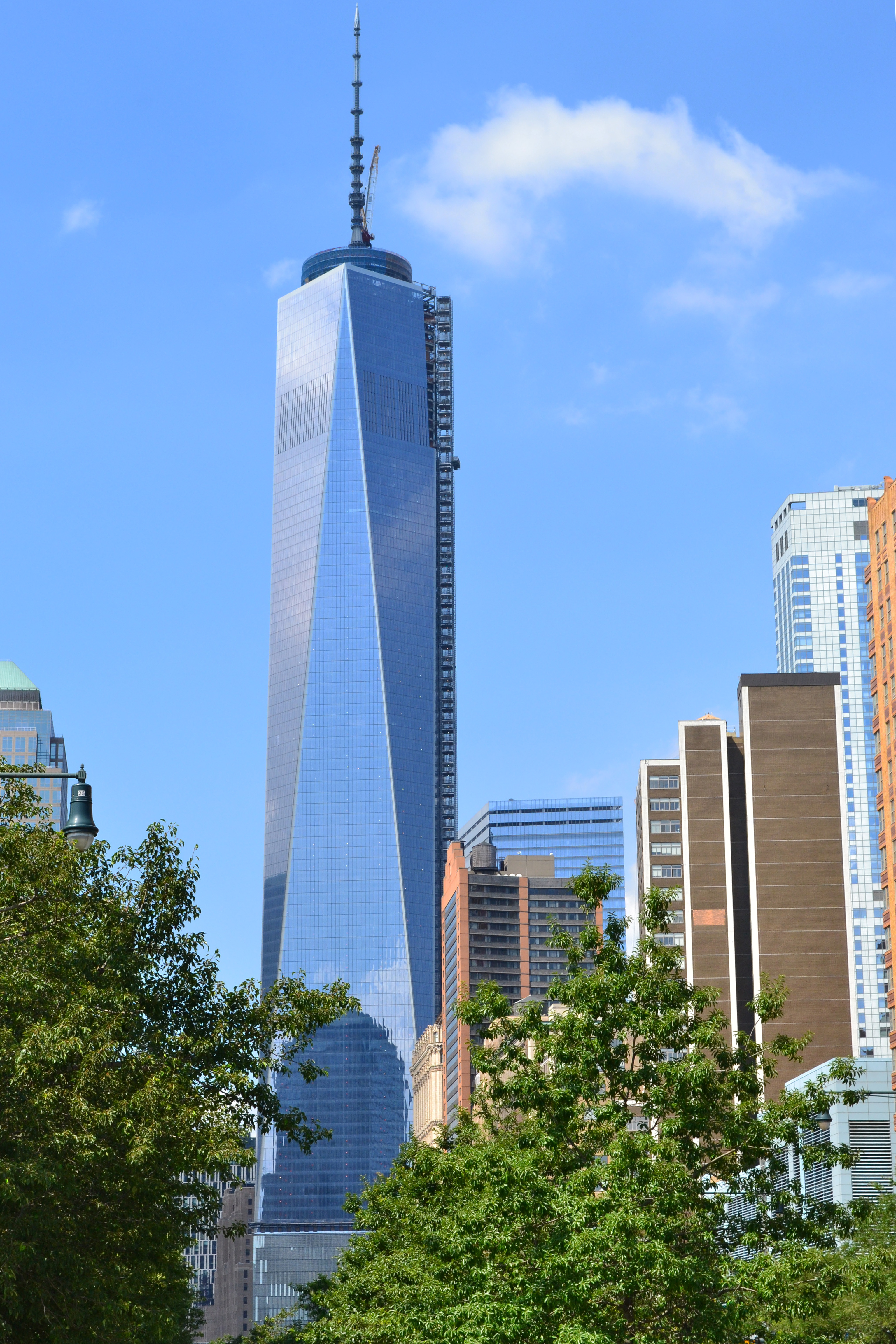
One World Trade Center.

New York har länge varit en framstående plats i ekonomi- och finanssektorn och är en av tre finansmetropoler i världen (tillsammans med London och Tokyo). Staden är ett stort centrum för finans, försäkring, fastigheter, media och konst i USA. Många företag har sina huvudkontor i New York, däribland 44 Fortune 500-företag (Fortune 500 är en rankning av amerikanska företag efter omsättning). New York är också unikt i USA med alla utländska företag, då ett av tio arbetstillfällen i den privata sektorn ges av utländska företag. New York Stock Exchange, som ligger på Wall Street, och Nasdaq är den största respektive näst största aktiemarknaden i världen sett till den genomsnittliga sälj- och köpvolymen och båda har alltså basen i New York. Jobb inom finanssektorn sysselsätter över 35 procent av befolkningen i staden. Fastighetshandel har en avgörande roll i stadens ekonomi, eftersom New Yorks fastigheters totala värde var 802,4 miljarder dollar 2006. Time Warner Center är den fastighet som har högst marknadsvärde i staden (1,1 miljarder dollar 2006). Stadens TV- och filmindustri är den näst största i USA efter Hollywood. Även i andra industrier har New York ett visst övertag gentemot övriga städer i landet, till dessa industrier kan räknas ny media, reklam, mode, design och arkitektur. Högteknologiska industrier som biologi, utveckling av mjukvaror, speldesign samt Internetservice ökar också. Andra viktiga sektorer inkluderar medicinsk forskning och universitet. Tillverkning av diverse produkter, till exempel metallprodukter, matprodukter och möbler, står för en stor del av jobben i New York. Tillverkningen av matprodukter är den stabilaste av dessa, som totalt sysselsätter 19 000 i staden, de flesta med invandrarbakgrund. Av specialmaten som exporteras är choklad den största exportvaran, som exporteras till ett värde av 234 miljoner dollar.

### Kommunikationer och transporter

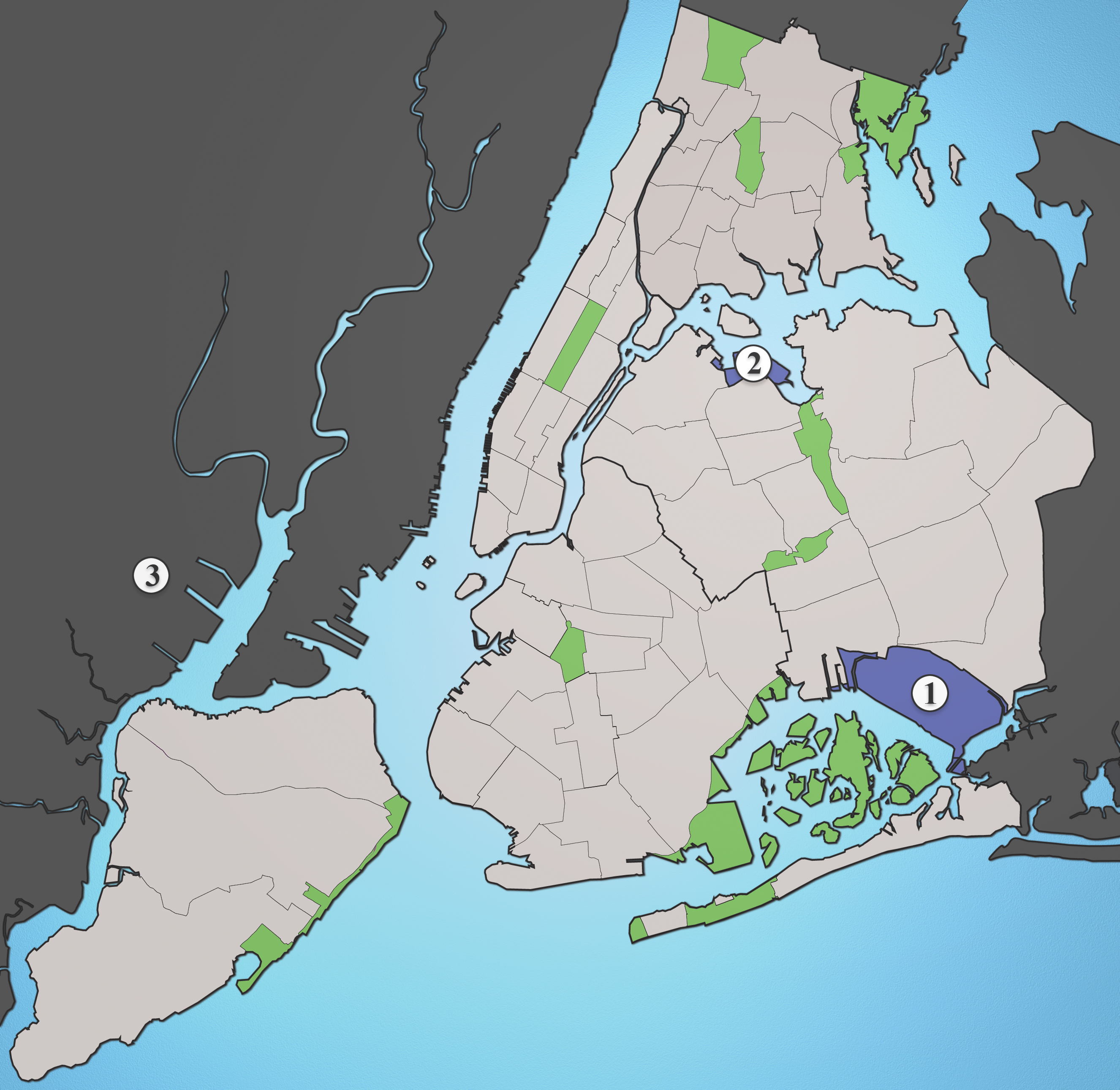
1. John F. Kennedy International Airport
2. LaGuardia Airport
3. Newark Airport.

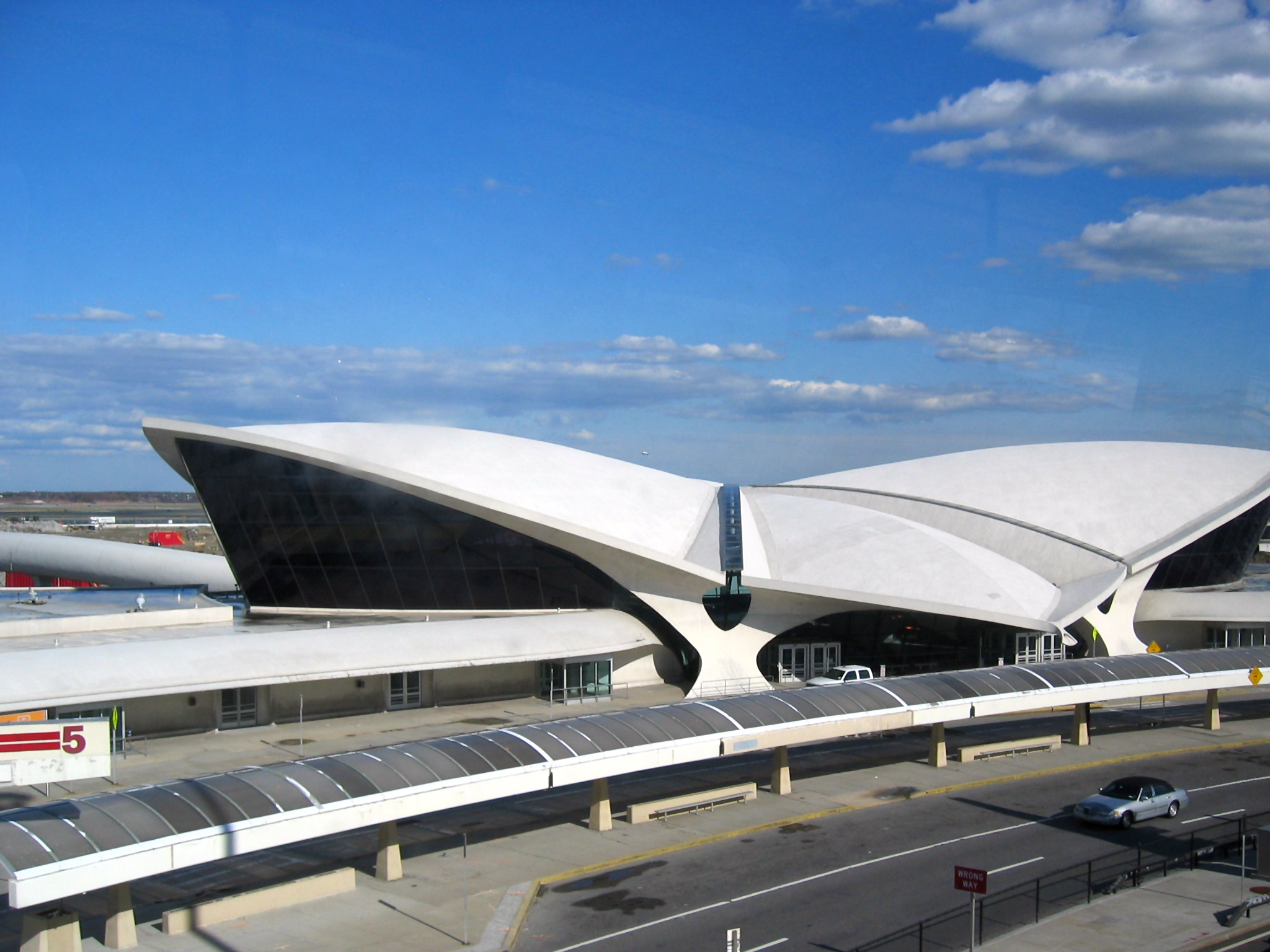
John F. Kennedy International Airport.

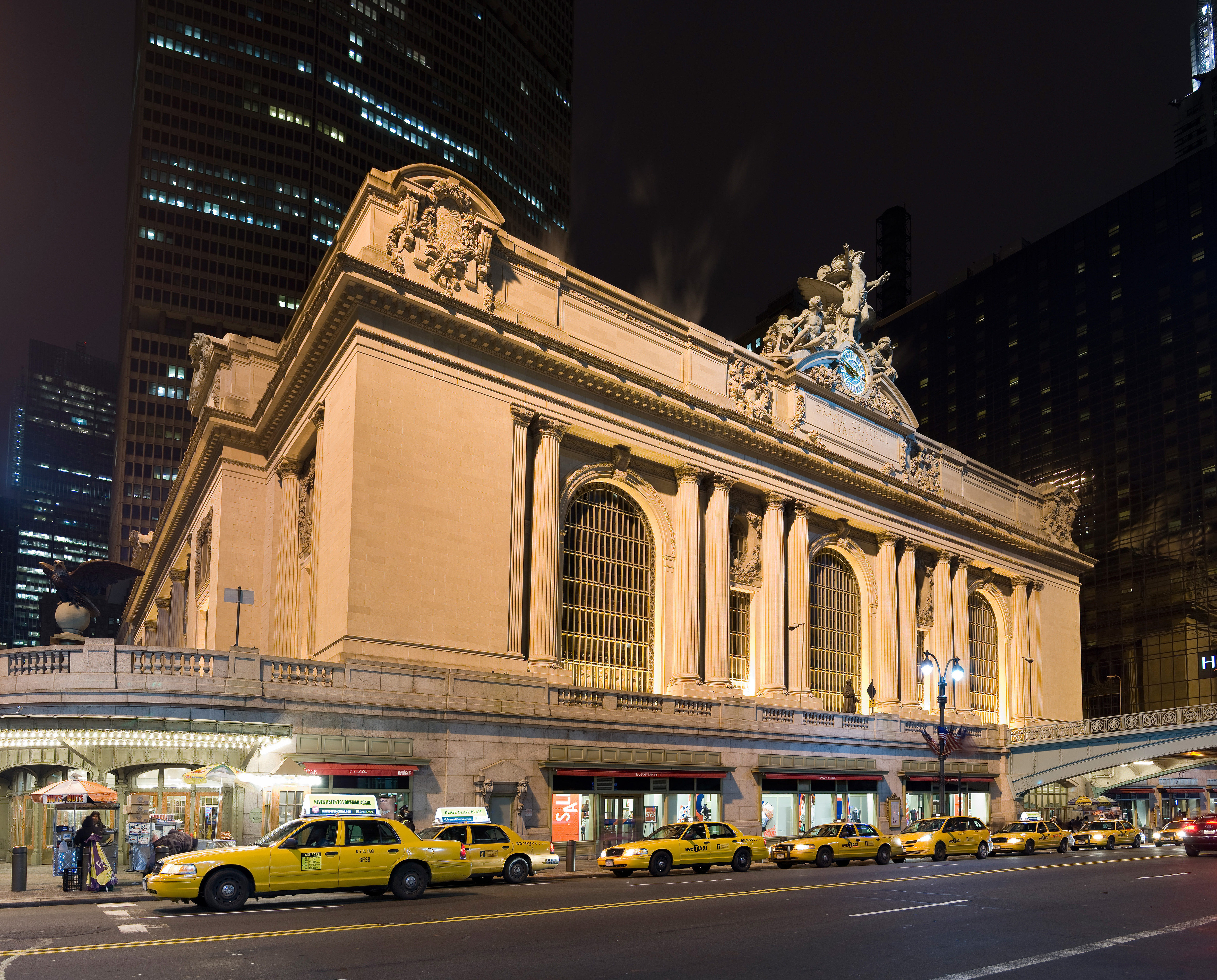
Grand Central Terminal på Manhattan.

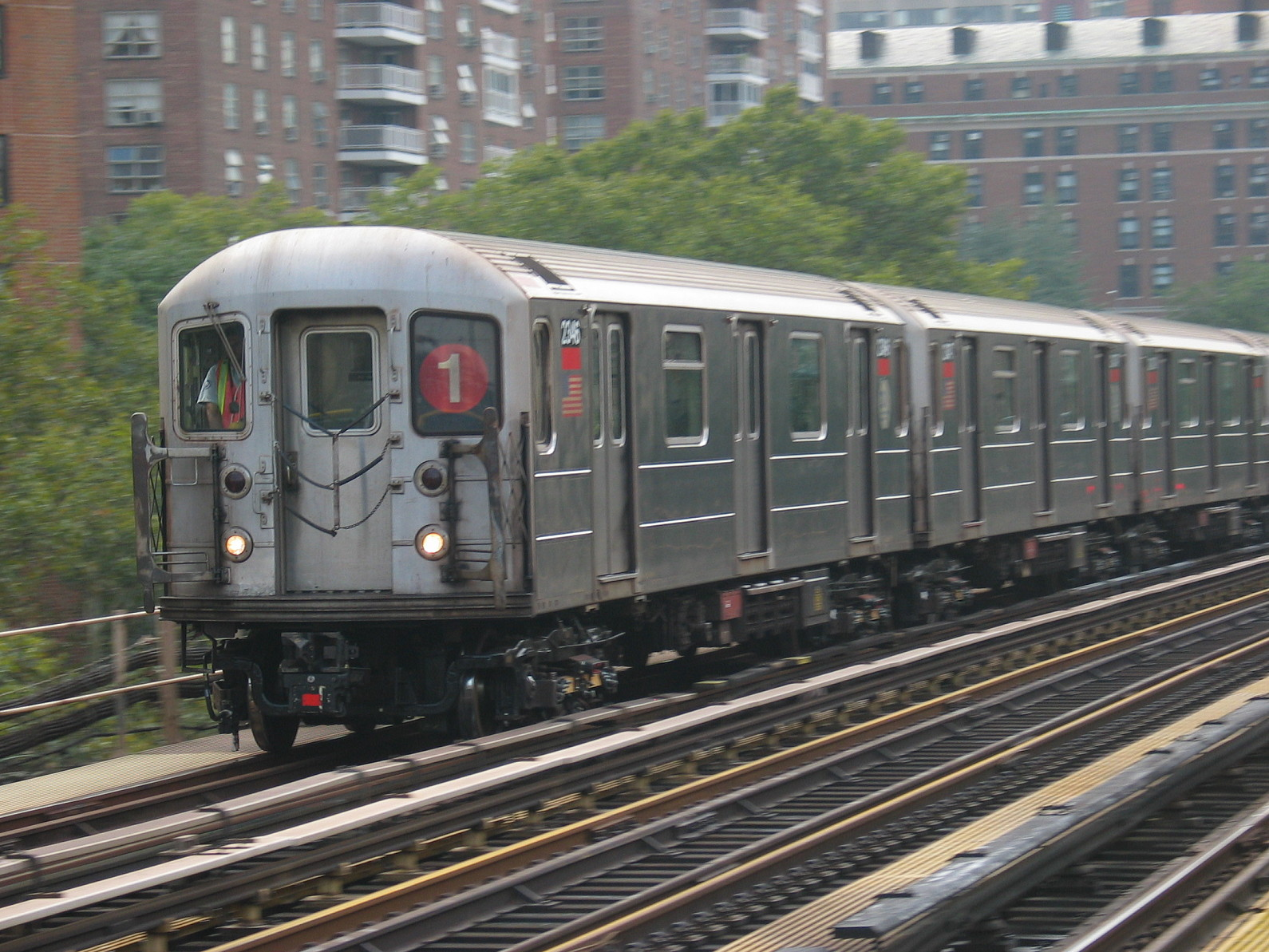
Ett tunnelbanetåg i New York.

#### Flyg
New York är ett centrum för flygtrafik och framförallt en stor knutpunkt för trafik till och från Europa och övriga USA. Hamnmyndigheten driver stadens tre stora offentliga flygplatser:
- John F. Kennedy International Airport (ofta omnämnd som JFK)
- Newark Liberty International Airport (ligger i New Jersey)
- LaGuardia Airport

De tre flygplatserna har tillsammans över 100 miljoner passagerare per år. JFK och Newark är de två stora internationella flygplatserna. Det är dessa två flygplatser som tar emot alla långdistansflyg. JFK är störst med över 40 miljoner passagerare per år. Newark, som ligger i granndelstaten New Jersey, är populär bland affärsresenärer tack vare sitt nära läge till nedre Manhattan. LaGuardia betjänar framförallt flyg från närbelägna städer. I New Jersey ligger också Teterboro Airport som används av privat- och affärsflyg. Till JFK och Newark finns det även något som heter AirTrain, som har linjer till dessa flygplatser.

#### Tåg – allmänt
New York har en mycket väl utbyggd tågtrafik med pendeltåg, regionaltåg samt fjärrtåg. Även USA:s nationella järnvägsbolag Amtrak trafikerar New York. De flesta långdistanståg ankommer till Penn Station mitt på Manhattan nära Madison Square Garden. Från New York kan man åka snabbtåg till närbelägna städer som Boston och Washington, D.C. och nattåg till Miami och Chicago. Bland övrig spårtrafik finns Staten Island Railroad, som trafikerar Staten Island med anslutning till färjan Staten Island Ferry.
AirTrain är de två tåglinjer som går till och från de olika flygplatserna John F. Kennedy International Airport och Newark International Airport.

#### Pendeltåg
Det finns tre olika pendeltågssystem i New York. Dessa är Metro North, Long Island Rail Road (oftast förkortat LIRR) och NJ Transit. Metro North trafikerar områden norr om New York. Tåg avgår från Penn Station och Grand Central Terminal ut mot områden som bland annat Dutchess och New Haven (den sistnämnda ligger i delstaten Connecticut). LIRR har linjer som trafikerar Long Island och NJ Transit trafikerar New Jersey med pendeltåg (och även bussar och tunnelbana).

#### Tunnelbana
Tunnelbanetrafiken har 26 linjer och 468 stationer (som kan variera beroende på hur man räknar) samt mindre anslutningslinjer som kan bestå av 2-3 stationer. Tunnelbanan trafikerar fyra av de fem stadsdelarna (Manhattan, Bronx, Queens och Brooklyn) och är USA:s äldsta. Det finns även några så kallade expresslinjer, som bara stannar vid större stationer. Tunnelbanan går dygnet runt varje dag på året. Tunnelbanesystemet är världens största sett till storleken och det fjärde största i världen sett till antalet årliga trafikanter (1,4 miljarder 2005). 2002 var antalet dagliga passagerare runt 4,8 miljoner. Rekordet för antalet dagliga passagerare är 7,2 miljoner, som sattes en dag i september 2005.

#### PATH
Port Authority Trans-Hudson, PATH, är ett tunnelbanesystem som länkar samman Manhattan med Jersey City, Hoboken, Harrison och Newark i New Jersey. PATH tar ungefär 240 000 passagerare varje veckodag fördelat på de fyra linjer som finns. Trots att PATH delar station med både New Yorks tunnelbana och spårvagnssystemet Hudson–Bergen Light Rail är det inte gratis att byta till PATH från dessa system.

#### Buss
Bussnätet i New York är välutbyggt och trafikerar alla fem delarna av staden, inklusive nordöstra New Jersey. Det finns ungefär 5 800 bussar som varje dag tar cirka två miljoner människor på mer än 200 vanliga linjer och 30 expresslinjer. Varje busslinje har en begynnelsebokstav för linjenumret, exempelvis M2, där M står för Manhattan. Bronx har fått förkortningen Bx, Brooklyn har B, Queens har Q och Staten Island har S.

#### Färja
Den mest trafikerade färjan i hela USA är Staten Island Ferry som tar över 19 miljoner passagerare per år och går mellan nedre Manhattan och Staten Island. Färjan går 24 timmar om dygnet, 365 dagar om året och tar ungefär 25 minuter att åka. Varje dag tar ungefär fem båtar 65 000 passagerare på 104 turer. Över 33 000 turer görs varje år. Färjan är gratis att åka sedan 1997. Fram till 11 september-attackerna fick man ha med sig fordon på båtarna (något som nu alltså är förbjudet), som kostade tre dollar per fordon. Man får dock ha med sig cyklar på de lägre däcken gratis.
I närbelägna Newark i New Jersey finns en stor containerhamn. På Manhattan finns en terminal för kryssningsfartyg.

#### Taxi
Det finns över 12 000 taxibilar (yellow cabs) i staden. Yellow cabs är ett av New Yorks kännetecken. Taxibilarna regleras av New York Taxi and Limousine Commission, som hanterar licenser för taxiverksamhet och bestämmer taxan. Taxibilarna har en skyldighet att köra passageraren var som helst i New York. Betalningen sker per mile utom för körningar från flygplatserna till Manhattan då en fast taxa tillämpas. Det går inte att beställa en yellow cab, utan man måste vinka in den.

#### Motorvägar
New York har fem filer på motorvägarna, trots det sväljer de inte den stora trafiken mellan New Jersey och New York. Det var därför som New York ansåg att färjan mellan Staten Island och Manhattan skulle vara gratis, för att fler skulle ta färjan i stället för bil eller taxi.

## Demografi
New York är den folkrikaste staden i USA och 2010 uppmättes den totala folkmängden i de fem stadsdelarna till 8 175 133. Detta är ungefär 40 procent av hela delstaten New Yorks befolkning och ungefär lika många procent av hela storstadsregionens befolkning. De senaste decennierna har stadens befolkning ökat och det antas att folkmängden ska ligga mellan 9,2 och 9,5 miljoner 2030.
Två huvudfaktorer i New Yorks demografi är befolkningstätheten samt kulturella skillnader i befolkningen. Befolkningstätheten på 10 432 per kvadratkilometer gör staden till den mest folktäta i landet, sett till alla städer med över 100 000 invånare. Manhattans befolkningstäthet (cirka 27 000 invånare per kvadratkilometer) är den högsta för något county i USA.
New York har exceptionellt många olika kulturer och nationaliteter. Under historiens gång har staden varit en huvudport för invandring in till landet. Faktum är att "smältdegel" först användes för att beskriva de tätbefolkade invandrarområdena runt Lower East Side. I dag[när?] är 36 procent av befolkningen födda utomlands. Denna andel utlandsfödda överstigs endast i Miami och Los Angeles, dock är det så att dessa städer oftast har en specifik grupp invandrare, medan New York har många fler olika nationaliteter representerade i staden. Invandrarna kommer huvudsakligen från tio olika länder: Dominikanska republiken, Kina, Jamaica, Guyana, Pakistan, Ecuador, Haiti, Trinidad och Tobago, Colombia samt Ryssland. Ungefär 170 olika språk talas i staden.
New Yorks metropolis är hem för den största judiska befolkningen utanför Israel. Ungefär 12 procent av New Yorks befolkning är judar eller av judisk släkt. Staden är också hem för ungefär en fjärdedel av landets indisk-amerikanska befolkning samt de största afroamerikanska områdena i landet.
De fem största etniska grupperna i staden var 2005 från Puerto Rico, Italien, Västindien, Dominikanska republiken och Kina. Den puertoricanska befolkningen i New York är den största utanför Puerto Rico. Italienarna kom under det tidiga 1900-talet. Irländarna (den sjätte största gruppen) har också en noterbar närvaro i New York: en av femtio med europeisk bakgrund har rötter från Irland.

### Tillväxt
New Yorks befolkning har under de sista cirka 380 åren ökat med i snitt 22 000 personer per år, men har haft vissa perioder med extremt högt ökningstempo. Till exempel växte staden under åren 1875–1930 i snitt med över 100 000 invånare per år, men har under de senaste cirka 60 åren vuxit med knappt 7 000 invånare per år.

## Kultur och samhällsliv

### Fängelse

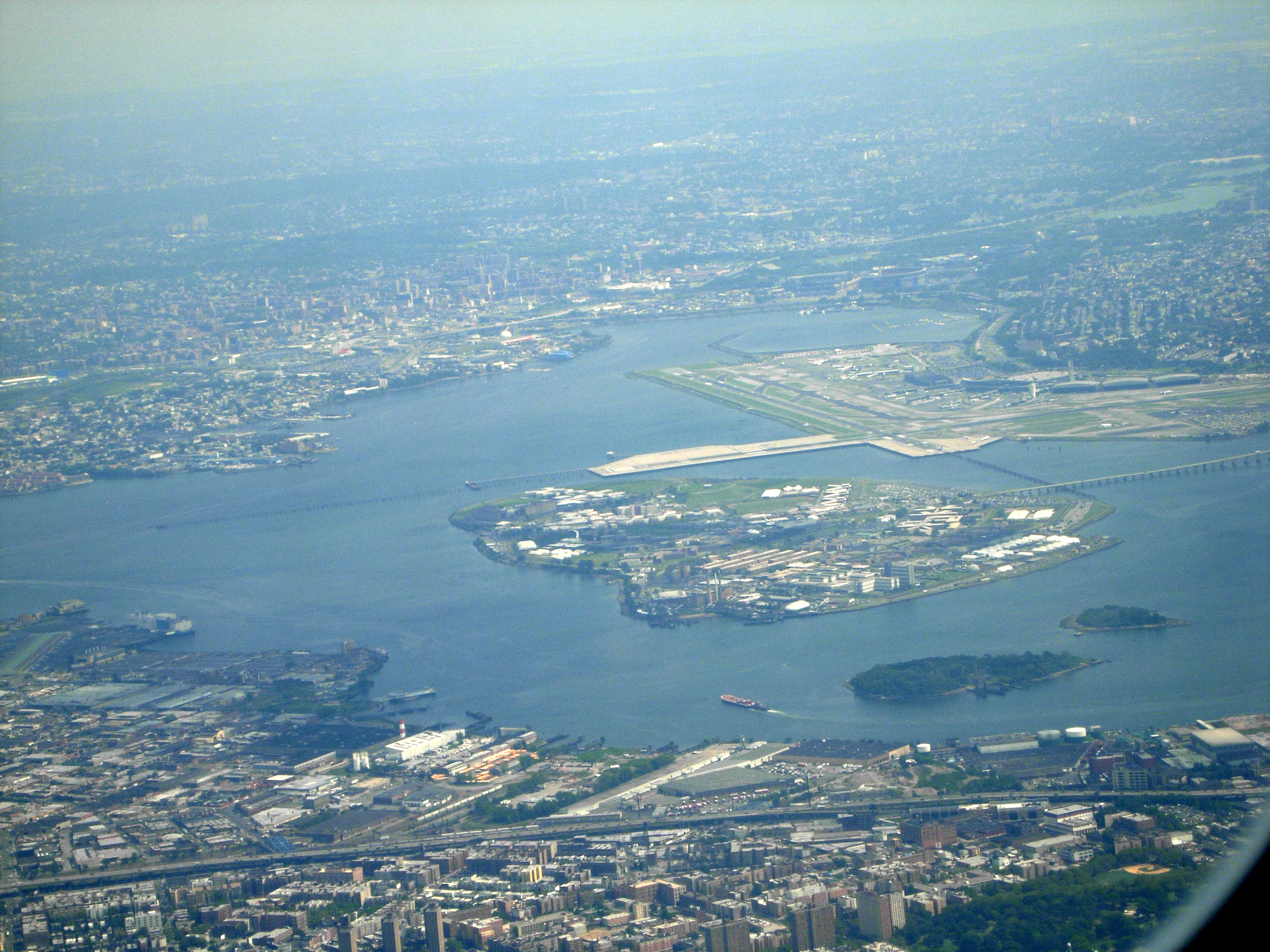
Rikers Island från ovan, sedd från Queens-sidan. Bakom Rikers Island ligger LaGuardia Airport.

Rikers Island är en ö och ett centralfängelse som administreras av New Yorks kriminalvård och upptar hela ön med samma namn. Ön är belägen i East River mellan Queens och Bronx och kan husera upp till 17 000 interner.

### Utbildning
New York har flera kända skolor och en bra bas för forskning. Det finns en rad olika grundskolor, såväl offentliga som privata, men skillnader i studieresultat och segregering mellan olika socio-ekonomiska områden är ett stort problem.[källa behövs]

#### Universitet och högre utbildning
City University of New York är ett stort offentligt universitet med över 400 000 studenter. Universitetet har filialer i alla fem delarna av staden. Bland andra större universitet i New York återfinns Columbia University på övre västra Manhattan och New York University vid Washington Square i Greenwich Village.

### Museer och kulturella institutioner

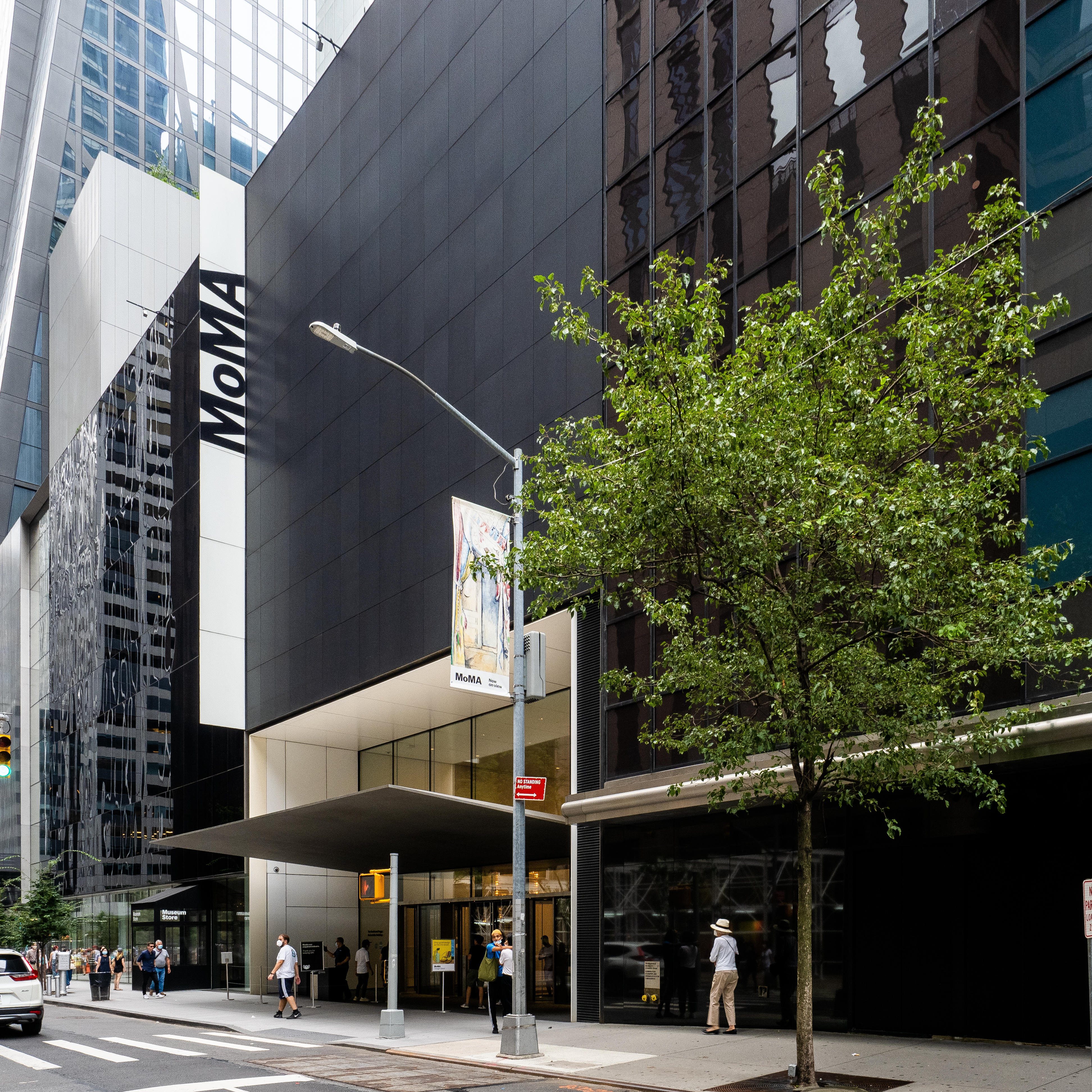
Entrén till Museum of Modern Art.

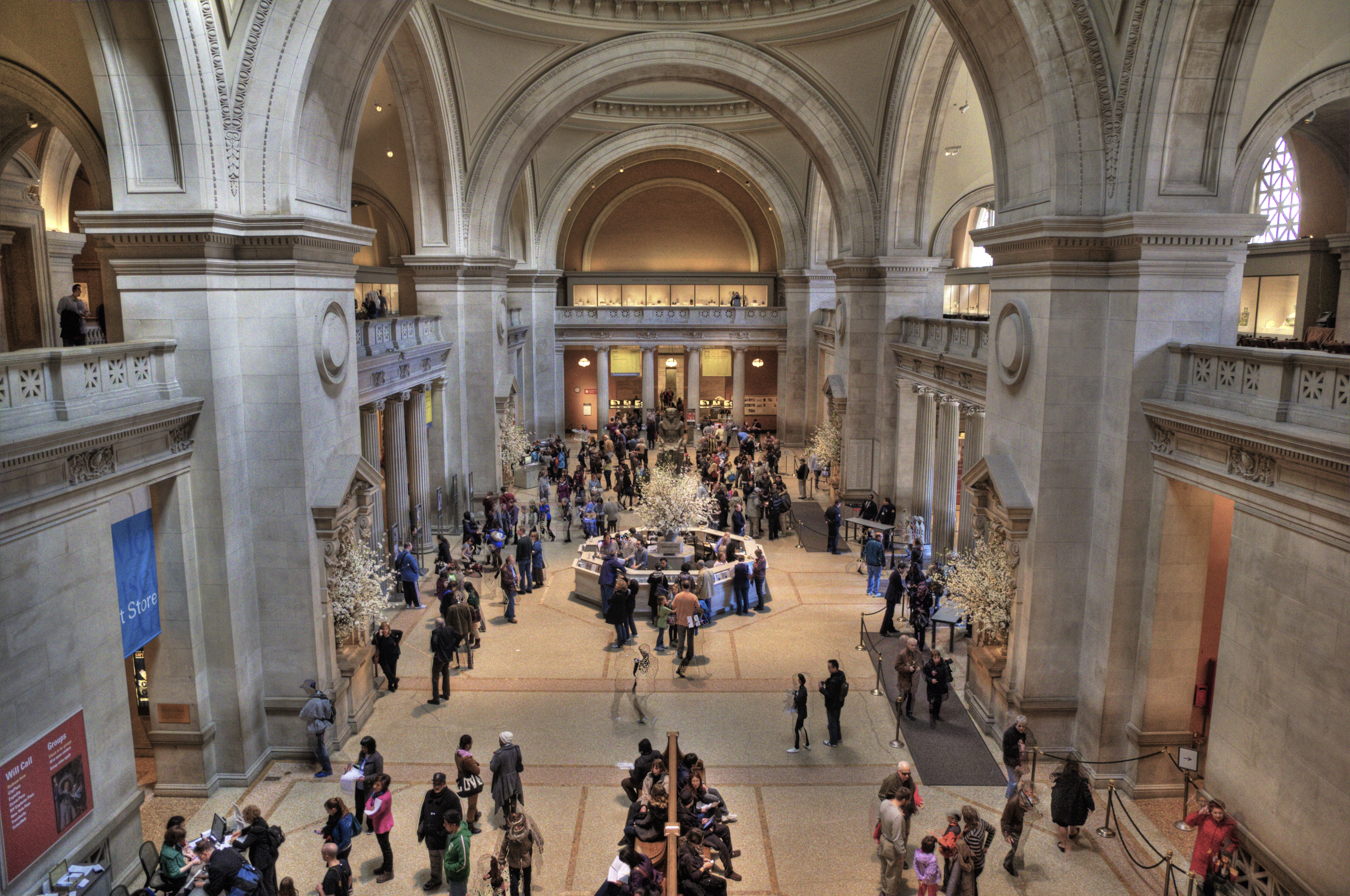
Stora salen inne på Metropolitan Museum of Art.

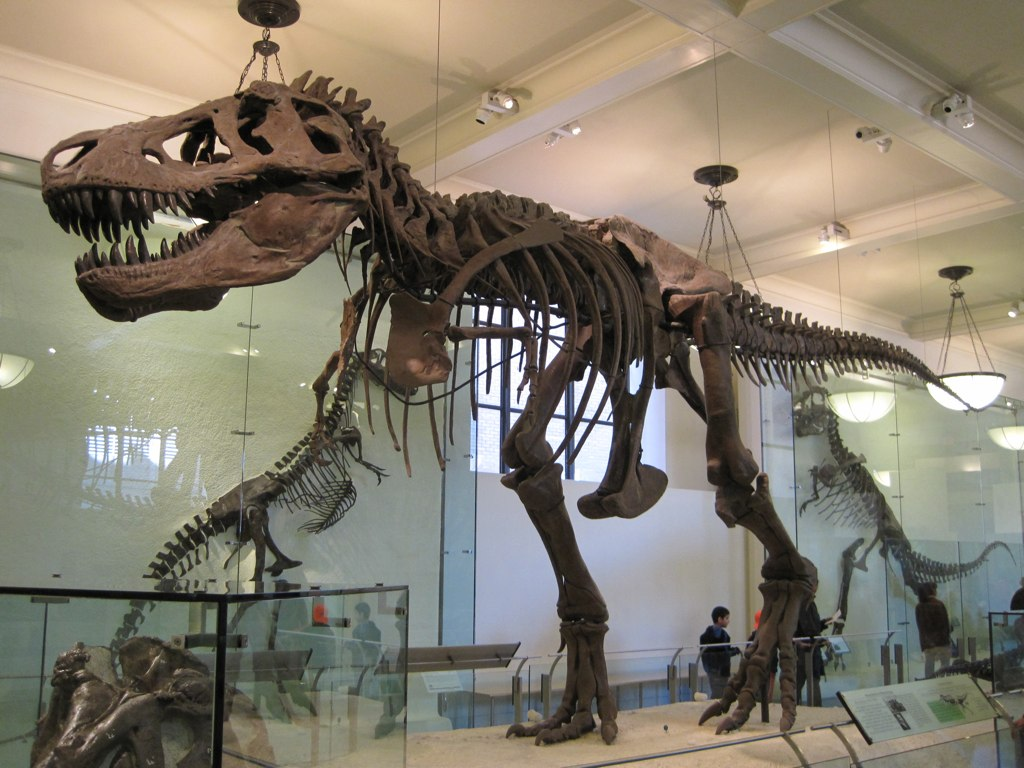
Tyrannosaurus rex inne på American Museum of Natural History.

I New York finns det en mängd museer, såväl vetenskapliga som kulturella. De stora federala museerna som ingår i Smithsonian Institution med fritt inträde ligger dock främst i Washington, D.C. och inte i New York. I New York finns däremot några av världens mest ansedda konstmuseer med stora utställningar. Oftast förekommer det en gratistid eller gratisdag på museet någon gång under varje vecka.
- American Folk Art Museum
- American Museum of the Moving Image
- American Museum of Natural History
  - Hayden Planetarium
- Bronx Wildlife Center
- Brooklyn Academy of Music
- Brooklyn Botanic Gardens
- Brooklyn Museum
- Carnegie Hall
- Center for Architecture
- Cooper-Hewitt National Museum of Design
- Ellis Island Immigration Museum
- Frick Collection
- The Drawing Center
- Gracie Mansion
- International Center of Photography
- Intrepid Museum
- Irish Hunger Memorial
- Jewish Museum (of New York)
- Jacques Marchais Museum of Tibetan Art
- Historic Richmond Town
- Lincoln Center for the Performing Arts
- Lower East Side Tenement Museum
- Metropolitan Museum of Art – även kallat "The Met"
  - The Cloisters
- Morgan Library
- Municipal Art Society
- Museo del Barrio, El
- Museum for African Art
- Museum of the City of New York
- Museum of Jewish Heritage
- Museum of Chinese in the Americas
- Museum of Modern Art
- Museum of Television and Radio
- National Museum of the American Indian
- New York Botanical Garden
- New York City Police Museum
- New York City Fire Museum
- New York Historical Society
- New York Hall of Science
- New York Public Library
- New York Transit Museum
- New Museum of Contemporary Art
- Noguchi Museum (även kallat The Isamu Noguchi Garden Museum)
- P.S.1 Contemporary Art Center
- Queens Museum of Art
- Radio City Music Hall
- Skyscraper Museum
- Socrates Sculpture Park
- Solomon R. Guggenheim Museum
- Staten Island Institute of Arts & Sciences
- Studio Museum in Harlem
- Theodore Roosevelt Birthplace
- Whitney Museum of American Art

### Sport

#### Baseboll

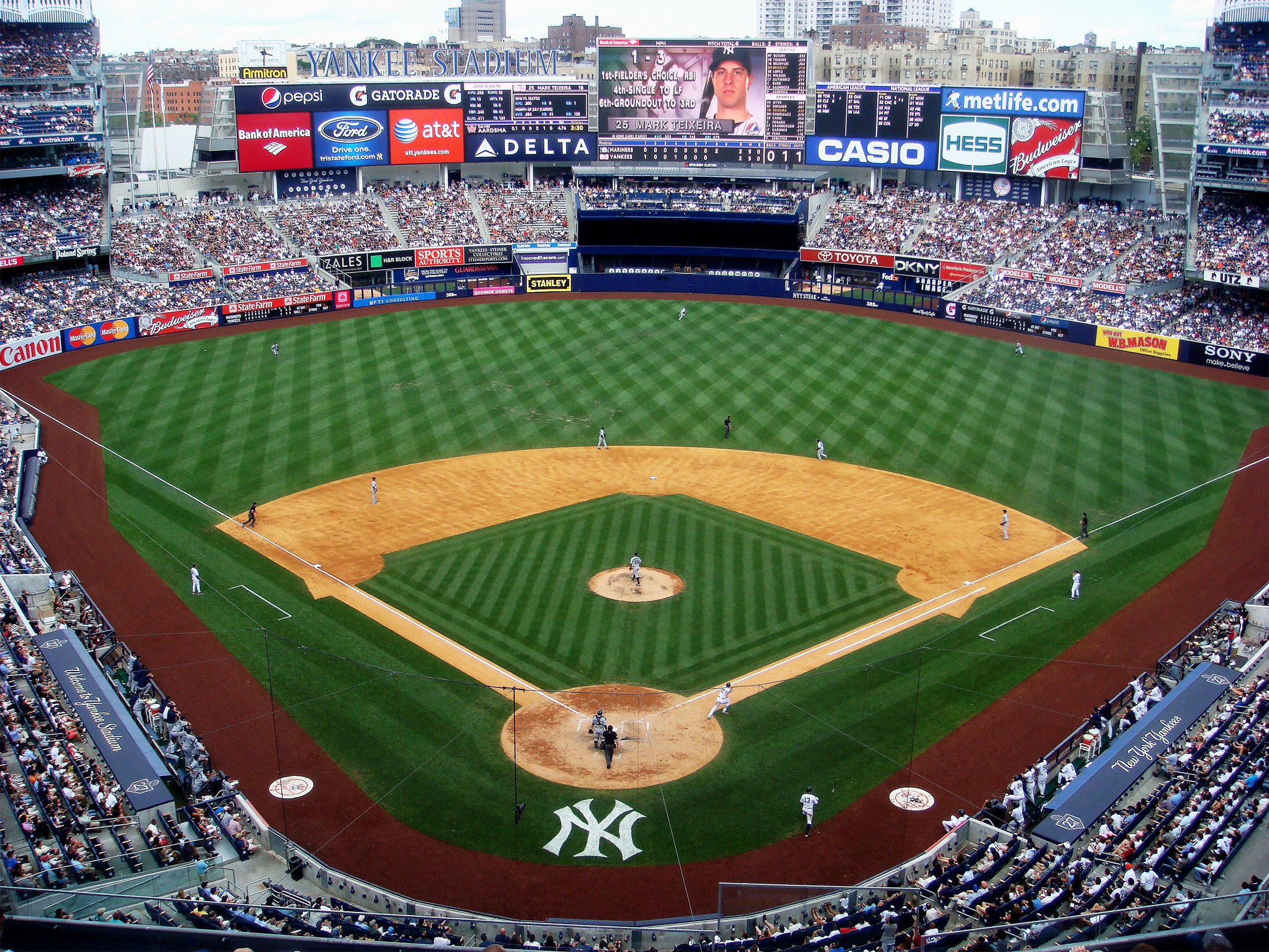
Yankee Stadium i Bronx är hemmaplan för New York Yankees.

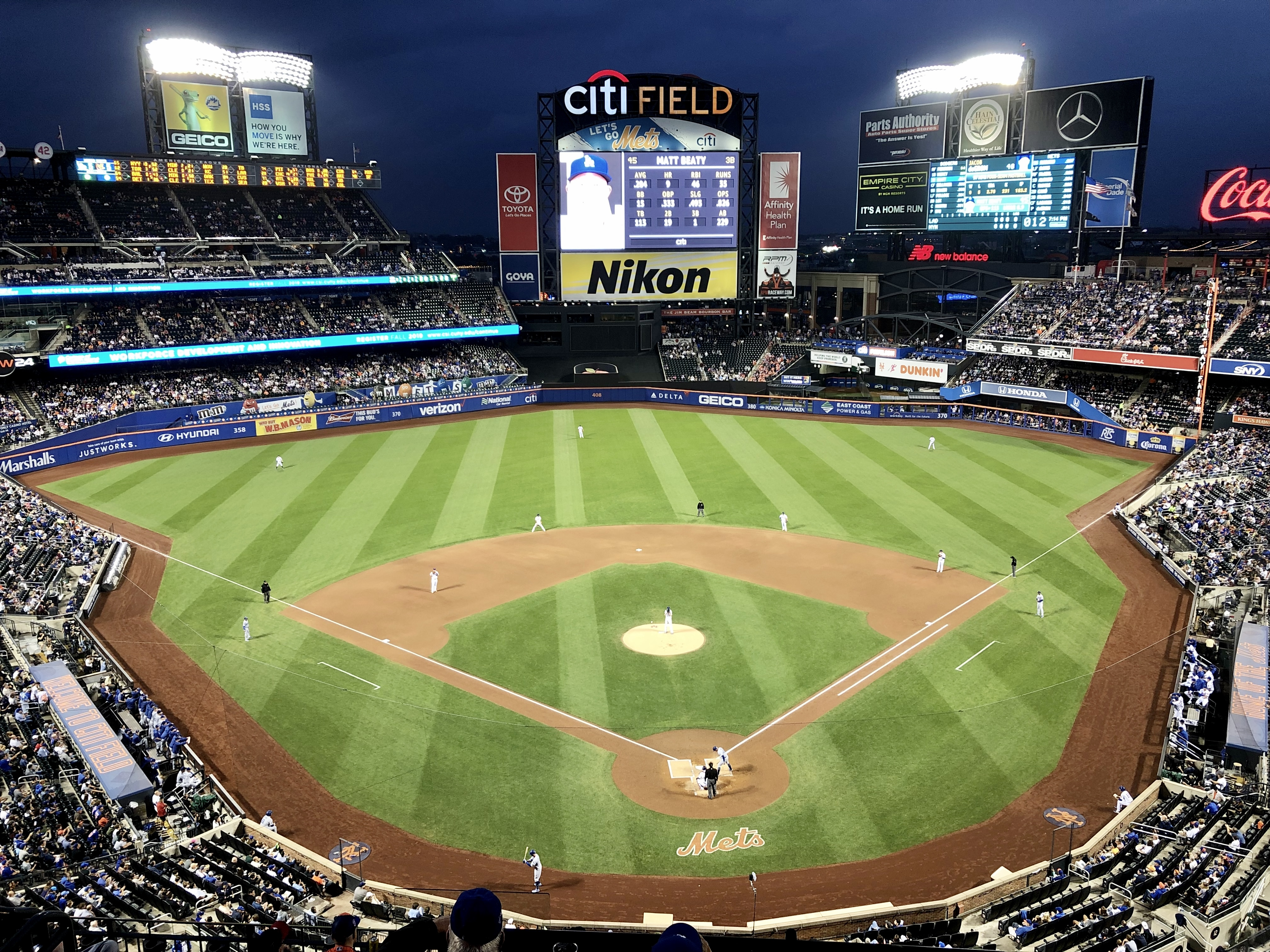
Citi Field i Queens är hemmaplan för New York Mets.

New Yorks största åskådarsport är, liksom i resten av USA, baseboll. Det finns två klubbar i Major League Baseball (MLB) i staden, New York Yankees och New York Mets. Yankees spelar på Yankee Stadium i Bronx och Mets på Citi Field i Queens.

#### Basket
New York har två basketklubbar i National Basketball Association (NBA), New York Knicks och Brooklyn Nets och en i Womens National Basketball Association (WNBA), New York Liberty. Knicks och Liberty spelar i Madison Square Garden på Manhattan och Nets spelar i Barclays Center i Brooklyn.

#### Ishockey
Två ishockeyklubbar från New York spelar i National Hockey League (NHL), New York Rangers och New York Islanders. Rangers är en av de sex äldsta av de nuvarande klubbarna i NHL och spelar i Madison Square Garden på Manhattan. Islanders spelar i Barclays Center i Brooklyn.

#### Amerikansk fotboll
New York Giants och New York Jets är två klubbar som spelar i National Football League (NFL), den högsta serien i amerikansk fotboll. De spelar på MetLife Stadium i Meadowlands Sports Complex i New Jersey.

#### Fotboll
New York Red Bulls och New York City FC (fr.o.m. 2015) spelar europeisk fotboll i Major League Soccer (MLS) och Sky Blue FC spelar damfotboll i National Women's Soccer League (NWSL). New York Cosmos spelar en nivå under MLS i den pånyttfödda North American Soccer League (NASL).

#### Tennis
Bland kända idrottsevenemang som hålls i New York hör US Open i tennis, som anordnas i Flushing Meadows i Queens varje höst.

#### Maraton
New York Marathon är ett av världens mest kända lopp.

#### Golf
Det finns golfbanor som ligger några kilometer utanför staden. Bethpage Black Course är en anrik golfbana i Nassau County på Long Island, där US Open avgjordes 2002 och 2009. På Garden City Golf Club avgjordes tävlingen 1902, och på Inwood Country Club avgjordes den 1923.

### Arkitektur
New York präglas av lokala byggnadslösningar, och en stor variation av arkitekturstilar. I huvudsak hittar man flest och intressantast stilar på Manhattan. Manhattan är en ö och en ganska långsmal sådan där det ofta lönat sig att bygga på höjden. Lokala byggnadsmaterial är bland andra gjutjärn och sandsten.
Gjutjärnsbyggnader finns framförallt i SoHo och Greenwich Village, som byggdes under 1800-talet. Just den arkitekturen var vad som räddade många kvarter under 1960-talet. Sandstenshus eller så kallade "brownstone-hus" återfinns lite varstans, bland annat i Upper West Side och i Chelsea. Flest skyskrapor hittar man i Downtown och i Midtown. Till de klassiska 1930-talsskyskraporna hör bland annat Empire State Building och Chrysler Building. Dessa byggnader är kända för sin stora detaljrikedom, till skillnad från 1970-talets funktionalistiska stil, till exempel World Trade Center.
Ett kännetecken för New York är att man rivit och byggt nytt med tiden. Därför finns det i princip inga spår kvar av den ursprungliga holländska 1600-talsarkitekturen. Bland övriga stilar återfinns federalismen (exempelvis stadshuset) och Beaux-Arts.

### Sevärdheter

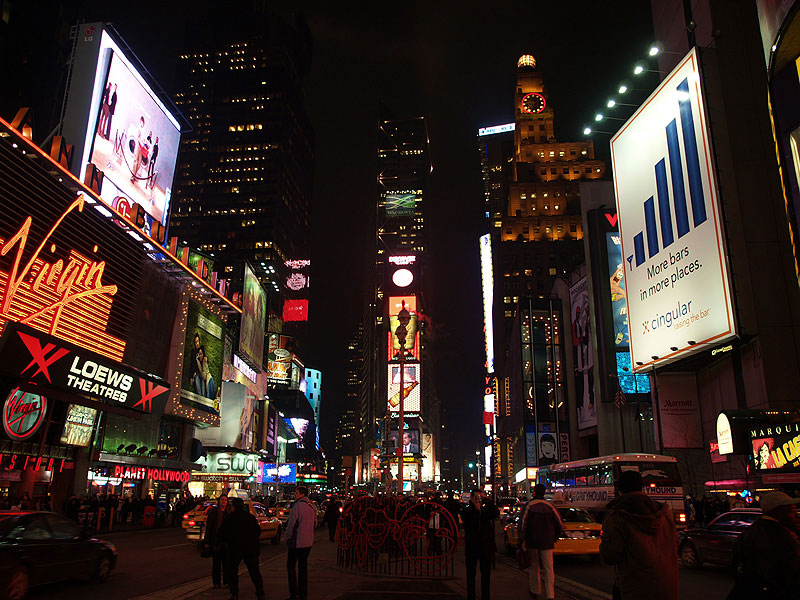
Times Square.

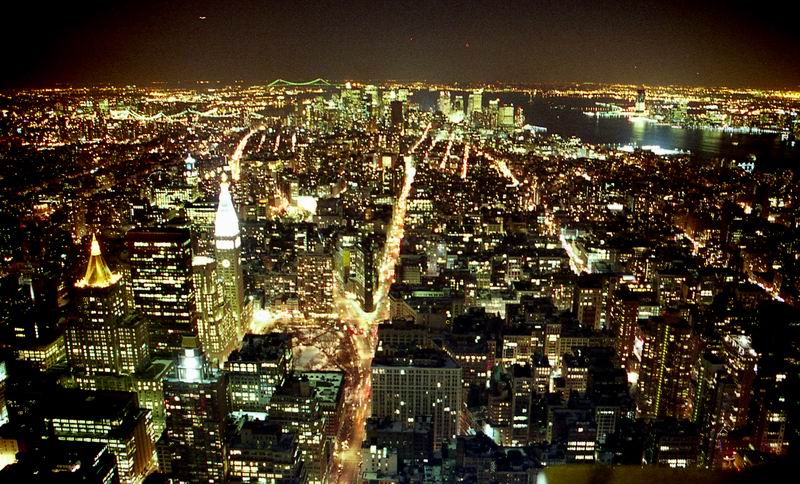
Manhattan vid midnatt.

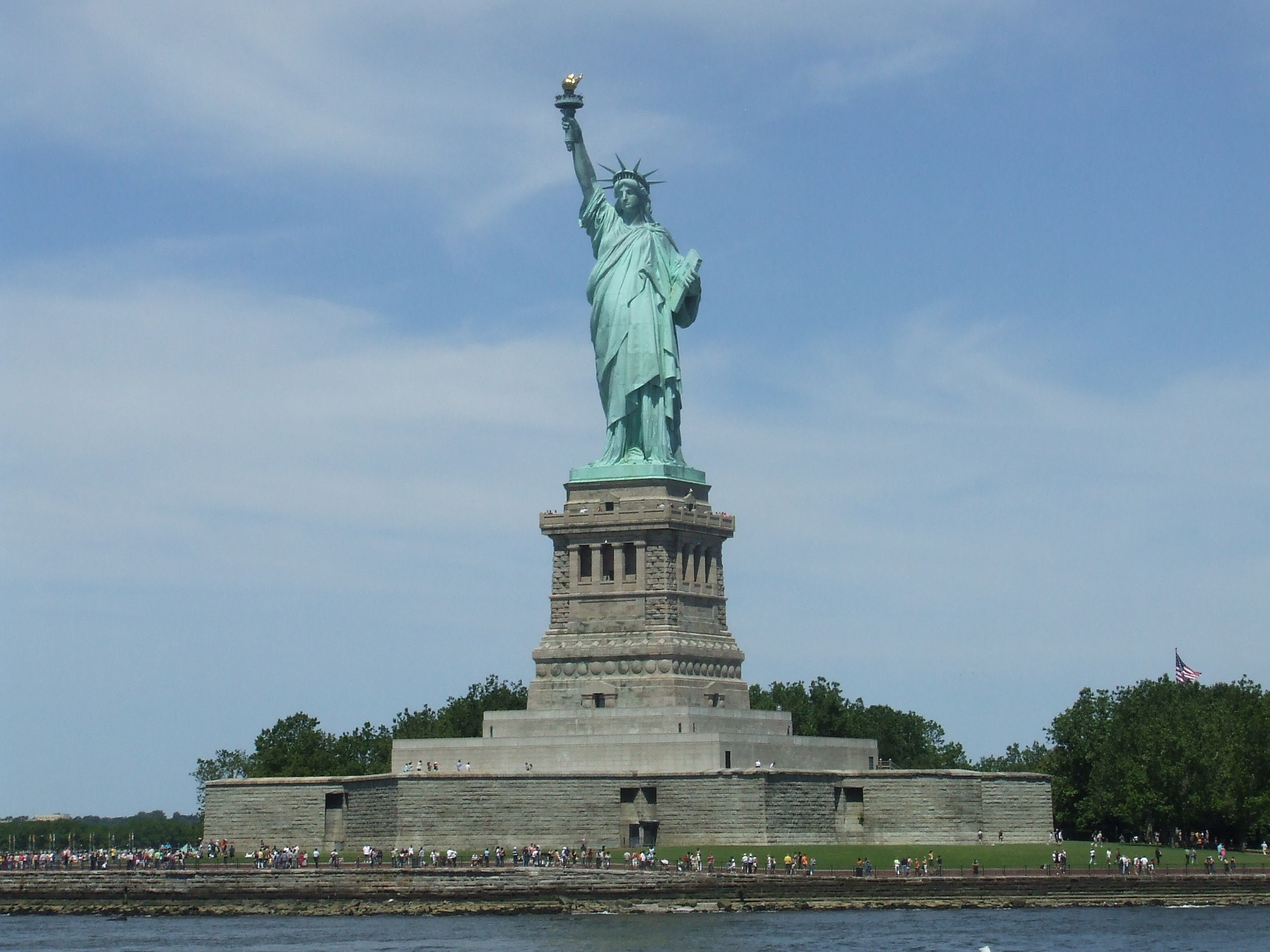
Frihetsgudinnan på Liberty Island sydväst om Manhattans södra spets.

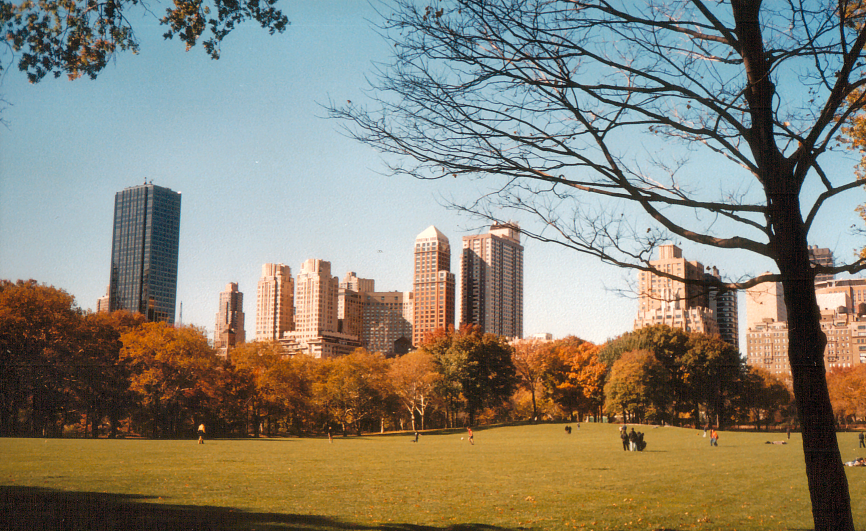
Central Park.

#### Skyskrapor
- One World Trade Center
- Empire State Building
- Chrysler Building
- Flatiron Building
- Metlife Building (tidigare Pan Am Building)
- Rockefeller Center
- Trump Tower
- Trump World Tower
- Citigroup Center
- Grand Vorlan Tower
- FN-högkvarteret
- Woolworth Building

#### Övriga byggnader
- Madison Square Garden
- Yankee Stadium
- Citi Field
- Shea Stadium
- S:t Patrick's Cathedral
- Trinity Church
- Grand Central Terminal
- New York Public Library

#### Monument och parker
- Frihetsgudinnan (Statue of Liberty nationalmonument)
- Grant's Tomb
- Central Park
- Battery Park
- Castle Clinton nationalmonument

#### Berömda platser och gator
- Ellis Island (ligger i både New York och New Jersey)
- Broadway
- Wall Street
- Times Square
- Chinatown
- Little Italy
- Fifth Avenue